# Le Passage (Lot-et-Garonne)
Pour les articles homonymes, voir Le Passage et Agen (homonymie).
Le Passage d'Agen redirige ici.
Le Passage (aussi connu sous le nom Le Passage d'Agen) est une commune du Sud-Ouest de la France, située dans le département de Lot-et-Garonne, en région Nouvelle-Aquitaine. Ses habitants, au nombre de 9 360 habitants en 2022, sont appelés les Passageois et les Passageoises.
Appartenant à la banlieue d'Agen, c'est la cinquième ville du département et la deuxième de l'aire d'attraction d'Agen qui compte une population totale de 120 653 habitants en 2022. Située sur la rive gauche de la Garonne, elle est au cœur d'une agglomération de 80 666 habitants en 2022.

## Géographie

### Localisation
Le Passage est une commune de l'aire d'attraction d'Agen située dans son unité urbaine sur la rive gauche de la Garonne face à Agen.
Elle appartient à la Gascogne, et se trouve sur le versant ouest du talweg formé par cette partie de la vallée de la Garonne. La ville est un point de passage important pour les voyageurs qui se rendent dans le Sud (Béarn, Sud-Est, Catalogne), et se situe à proximité de l'A62. La Garonne assure ainsi la jonction entre la Guyenne et la Gascogne, et c'est de là que découle l'intérêt géostratégique du Passage.
Limitrophe d'Agen, la commune est située, en distances orthodromiques, 23 km à l'est-nord-est de Nérac, 28 km au sud-sud-ouest de Villeneuve-sur-Lot, 31 km au nord-est de Condom, 43 km à l'ouest-nord-ouest de Castelsarrasin, 49 km au sud-est de Marmande, 64 km à l'ouest-nord-ouest de Montauban, 71 km à l'ouest-sud-ouest de Cahors et 75 km au sud de Bergerac.

### Communes limitrophes
Le Passage est limitrophe de sept autres communes. Au nord-est, son territoire est distant de 200 mètres de celui de Foulayronnes, sur l'autre rive de la Garonne.
| Brax      | Colayrac-Saint-Cirq |      |
| Roquefort | du Passage          | Agen |
| Estillac  | Moirax              | Boé  |

### Géologie et relief

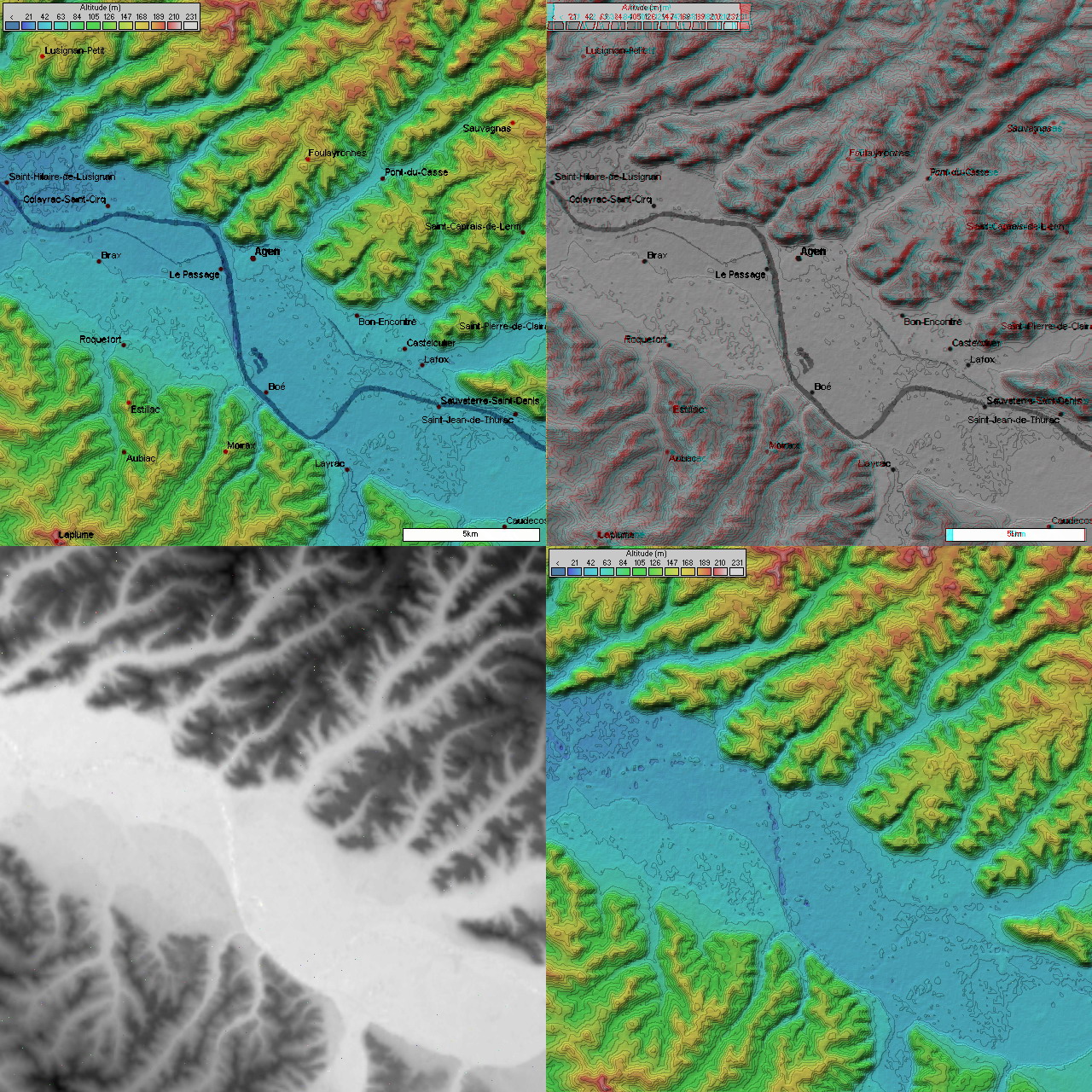
Topographie d'Agen.

La topographie du Passage est essentiellement constituée d'une plaine alluviale formée par la Garonne.
L'altitude minimale est de 36 mètres à l'extrême nord-ouest de la commune, à l'ouest du lieu-dit Goux, là où la Garonne arrête de servir de limite territoriale et continue de s'écouler entre Brax et Colayrac-Saint-Cirq. Son point culminant s'élève à 110 mètres à l'extrême sud-ouest, sur les coteaux en limite de Moirax.
La superficie communale est de 12,89 km2.

### Hydrographie

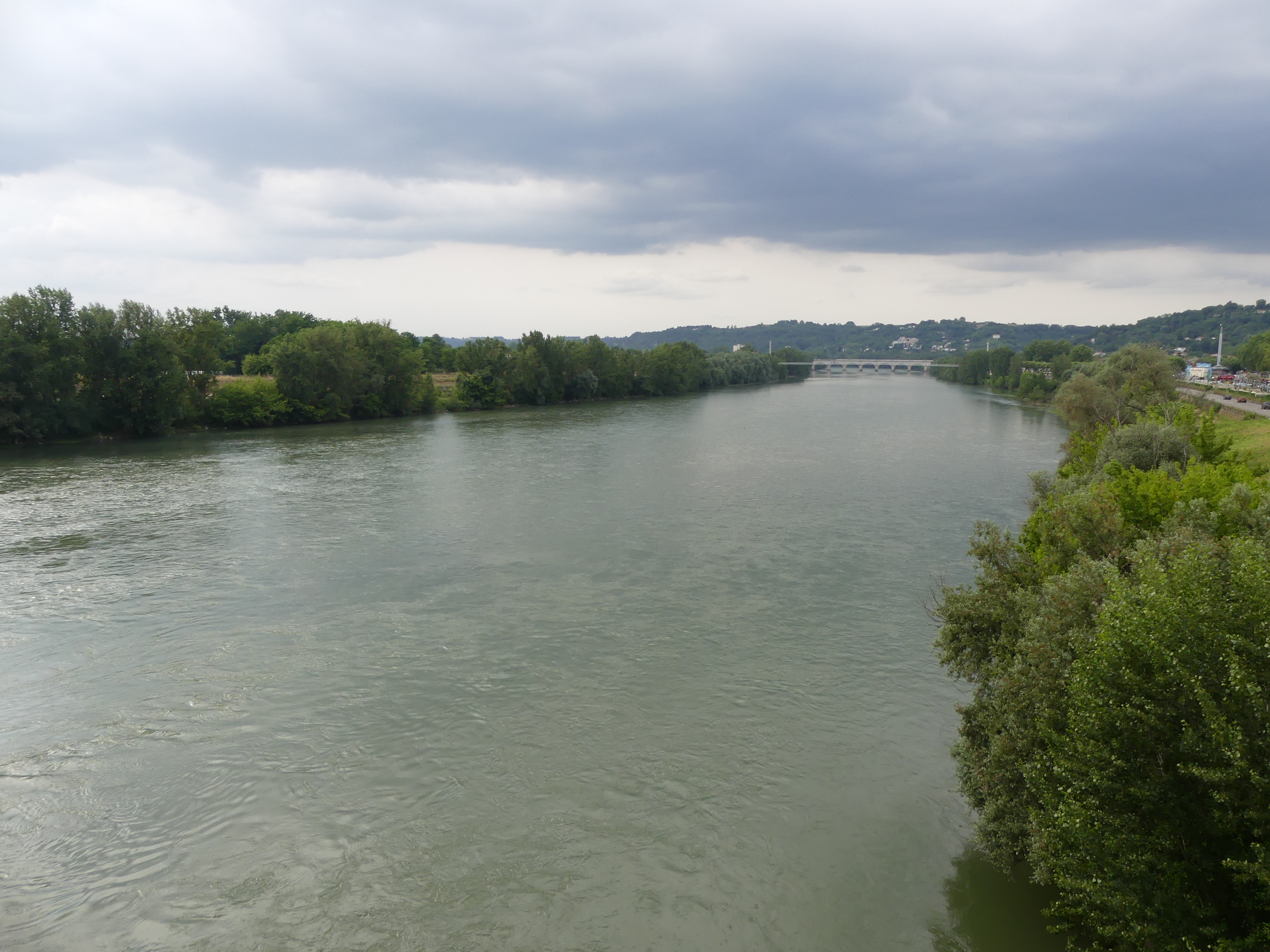
La Garonne en aval du pont de Pierre. Au loin, le pont-canal.

La Garonne borde entièrement la commune sur dix kilomètres à l'est et au nord-est. Le Passage est situé sur sa rive gauche, face à Boé, Agen et Colayrac-Saint-Cirq, en rive droite.
Le canal latéral à la Garonne franchit la Garonne par le pont-canal d'Agen dans le nord-est de la commune.
À l'ouest et au nord-ouest, le Rieumort (affluent du Labourdasse) et le Labourdasse — affluent de la Garonne — marquent la limite territoriale sur six kilomètres avec les communes d'Estillac, Roquefort et Brax.
Au sud-est, le Brimont, autre affluent de la Garonne, sert de limite communale sur près de deux kilomètres avec Moirax.

### Climat
Pour des articles plus généraux, voir Climat de la Nouvelle-Aquitaine et Climat de Lot-et-Garonne.
Historiquement, la commune est exposée à un climat océanique aquitain.
En 2020, Météo-France publie une typologie des climats de la France métropolitaine dans laquelle la commune est exposée à un climat océanique altéré et est dans la région climatique Aquitaine, Gascogne, caractérisée par une pluviométrie abondante au printemps, modérée en automne, un faible ensoleillement au printemps, un été chaud (19,5 °C), des vents faibles, des brouillards fréquents en automne et en hiver et des orages fréquents en été (15 à 20 jours).
Pour la période 1971-2000, la température annuelle moyenne est de 13,6 °C, avec une amplitude thermique annuelle de 15,8 °C. Le cumul annuel moyen de précipitations est de 777 mm, avec 9,5 jours de précipitations en janvier et 6,8 jours en juillet. Pour la période 1991-2020, la température moyenne annuelle observée sur la station météorologique la plus proche, située sur la commune d'Estillac à 6 km à vol d'oiseau, est de 13,8 °C et le cumul annuel moyen de précipitations est de 708,2 mm,. Pour l'avenir, les paramètres climatiques de la commune estimés pour 2050 selon différents scénarios d'émission de gaz à effet de serre sont consultables sur un site dédié publié par Météo-France en novembre 2022.

### Milieux naturels et biodiversité

#### Espaces protégés
La protection réglementaire est le mode d’intervention le plus fort pour préserver des espaces naturels remarquables et leur biodiversité associée.
D'après l'Inventaire national du patrimoine naturel (INPN), cinq aires protégées concernent le territoire communal.

#### Natura 2000
Le réseau Natura 2000 est un réseau écologique européen de sites naturels d'intérêt écologique élaboré à partir des directives habitats et oiseaux, constitué de zones spéciales de conservation (ZSC) et de zones de protection spéciale (ZPS).
Un site Natura 2000 a été défini sur la commune.
« La Garonne en Nouvelle-Aquitaine » est un site du réseau Natura 2000 limité aux départements de Lot-et-Garonne et de la Gironde, et qui concerne les 106 communes riveraines de la Garonne, dont Le Passage,. Douze espèces animales et une espèce végétale inscrites à l'annexe II de la directive 92/43/CEE de l'Union européenne y ont été répertoriées.

#### ZNIEFF
Deux zones naturelles d'intérêt écologique, faunistique et floristique (ZNIEFF) de type 1 ont été définies sur la commune.
La frayère d'Alose d'Agen est une ZNIEFF située dans le cours de la Garonne, entre les communes d'Agen (en rive droite) et du Passage (en rive gauche) ; son périmètre est identique à celui de la réserve naturelle nationale de la frayère d'Alose, s'étendant depuis 800 mères en amont du pont de Pierre jusqu'au pont-canal. Pour sauvegarder les effectifs de la Grande alose (Alosa alosa), cette réserve a été créée par un décret du 13 mai 1981 qui a été modifié par un nouveau décret le 26 août 1986.
Un kilomètre plus en amont, en limite de Boé et du Passage, se situe sur environ quatre hectares un site potentiel de reproduction de l'Esturgeon d'Europe (Acipenser sturio) de la Garonne. C'est le plus en amont de la ZNIEFF « frayères à Esturgeons de la Garonne ». Cette ZNIEFF est morcelée en quatorze petits sites, celui le plus en aval étant partagé entre les territoires de Barsac et de Loupiac, en Gironde.

#### Protection du biotope
Cinquante communes du département de Lot-et-Garonne baignées par la Garonne et par le Lot (depuis l'aval du barrage du Temple-sur-Lot), dont Le Passage, sont soumises à un arrêté préfectoral de protection de biotope de 1993 destiné à assurer la conservation des biotopes nécessaires à la reproduction, à l'alimentation, au repos et à la survie plusieurs espèces de poissons : aloses, Esturgeon d'Europe (Acipenser sturio), Lamproie fluviatile (Lampetra fluviatilis), Lamproie marine (Petromyzon marinus), Saumon atlantique (Salmo salar), Truite de mer et Truite fario (Salmo trutta).

#### Sites remarquables
Un site pittoresque fait l'objet d’une inscription : l'allée de cèdres de l'Atlas du château de Beauregard.
Dans le sud de la commune, perpendiculairement à la route nationale 21, cette allée d'environ 350 mètres de long mène au château de Beauregard situé en bordure de la Garonne. C'est un site inscrit depuis le 9 novembre 1944.

## Urbanisme

### Typologie
Au 1er janvier 2024, Le Passage est catégorisée centre urbain intermédiaire, selon la nouvelle grille communale de densité à sept niveaux définie par l'Insee en 2022.
Elle appartient à l'unité urbaine d'Agen, une agglomération intra-départementale regroupant 16  communes, dont elle est une commune de la banlieue,,. Par ailleurs la commune fait partie de l'aire d'attraction d'Agen, dont elle est une commune du pôle principal,. Cette aire, qui regroupe 81 communes, est catégorisée dans les aires de 50 000 à moins de 200 000 habitants,.

### Occupation des sols
L'occupation des sols de la commune, telle qu'elle ressort de la base de données européenne d’occupation biophysique des sols Corine Land Cover (CLC), est marquée par l'importance des territoires artificialisés (51,3 % en 2018), en augmentation par rapport à 1990 (42,1 %). La répartition détaillée en 2018 est la suivante : 
zones urbanisées (38,9 %), terres arables (19,9 %), zones agricoles hétérogènes (18,1 %), zones industrielles ou commerciales et réseaux de communication (9,4 %), eaux continentales (6,2 %), cultures permanentes (3,6 %), espaces verts artificialisés, non agricoles (3,1 %), forêts (0,9 %).
L'IGN met par ailleurs à disposition un outil en ligne permettant de comparer l’évolution dans le temps de l’occupation des sols de la commune (ou de territoires à des échelles différentes). Plusieurs époques sont accessibles sous forme de cartes ou photos aériennes : la carte de Cassini (XVIIIe siècle), la carte d'état-major (1820-1866) et la période actuelle (1950 à aujourd'hui).

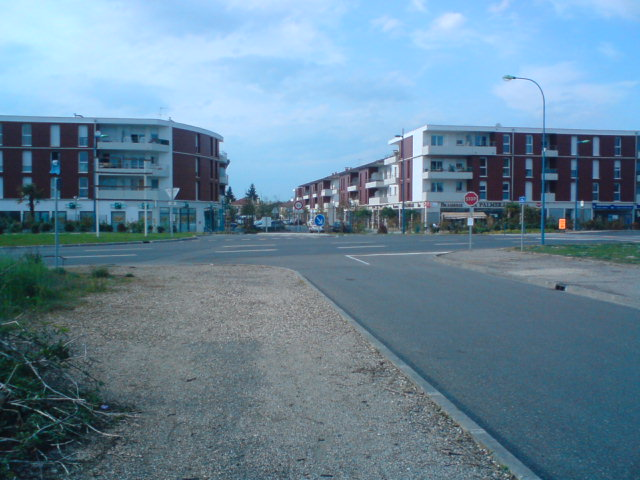
Nouveau centre.
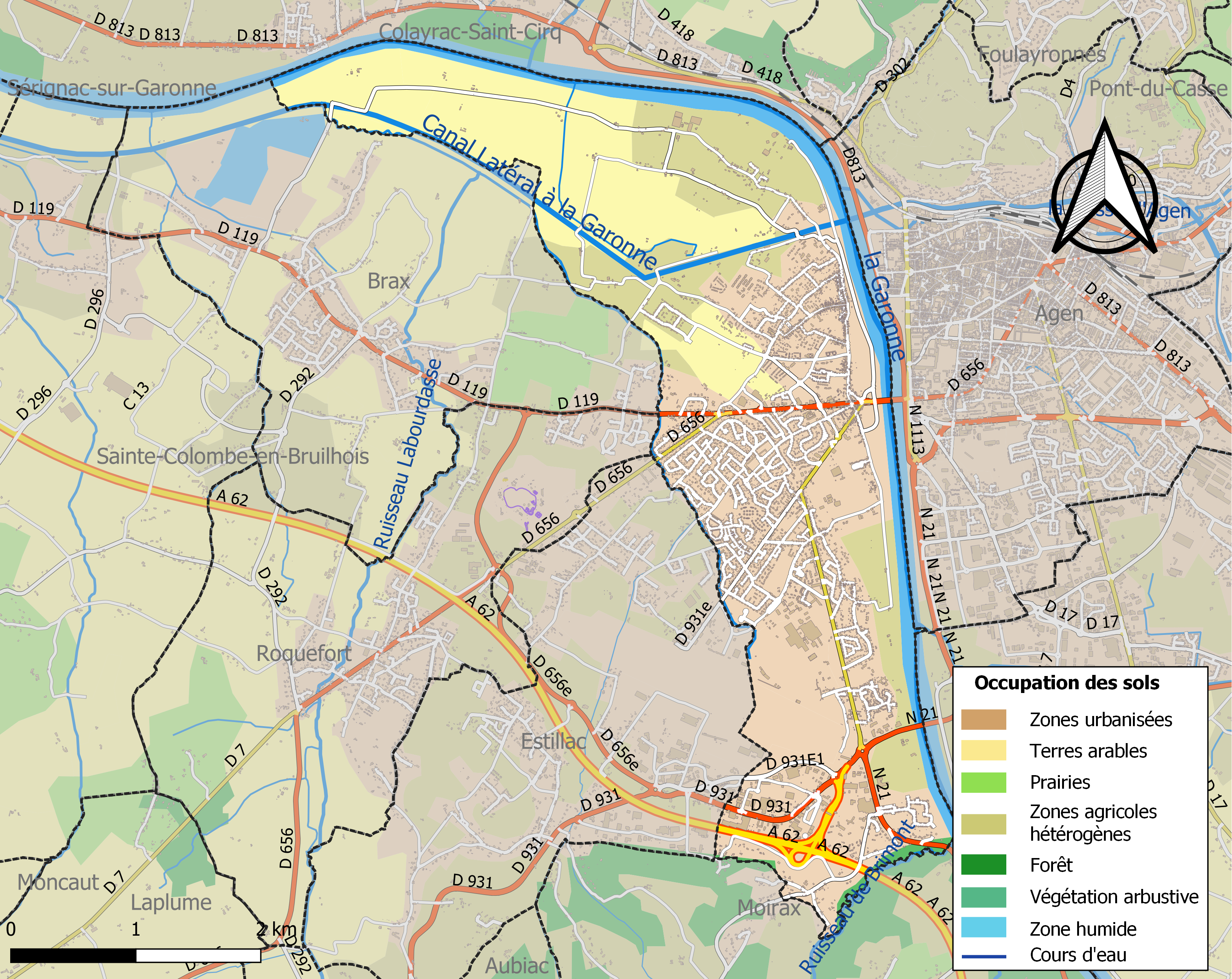
Carte des infrastructures et de l'occupation des sols de la commune en 2018 (CLC).

### Voies de communication et transports
L'orientation et la localisation du Passage par rapport à quelques grandes villes françaises sont données dans le tableau suivant (par la route, de centre-ville en centre-ville) :
| Ville                         | Agen        | Toulouse       | Bordeaux    | Périgueux  | Montpellier | Marseille   | Nantes     | Lyon        | Nice       | Paris           |
| ----------------------------- | ----------- | -------------- | ----------- | ---------- | ----------- | ----------- | ---------- | ----------- | ---------- | --------------- |
| Distance Orientation          | 2,26 km (E) | 115,06 km (SE) | 140 km (NO) | 140 km (N) | 352 km (SE) | 517 km (SE) | 480 km (N) | 627 km (NE) | 674 km (E) | 708 km (N - NE) |
| source : estimation par mappy |             |                |             |            |             |             |            |             |            |                 |

#### Axes routiers
Dans le sud de la commune, l'échangeur no 7 de l'autoroute A62 (axe Bordeaux-Toulouse) permet la desserte de la ville d'Agen.
En provenance d'Agen, la route nationale 21 traverse la Garonne au pont de Beauregard et prend la direction d'Auch, desservant le sud de la commune.
Venant d'Agen, la route départementale (RD) 656 franchit la Garonne au pont de Pierre puis le centre de la commune d'est en ouest, en direction de Nérac et de Mont-de-Marsan.
La RD 931 commence à Agen, franchit également la Garonne au pont de Pierre et traverse la commune du centre vers le sud, prenant la direction de Condom. Dans le sud, un tronçon plus récent d'un kilomètre et demi, la RD 931E1, contourne la zone industrielle du Treil où passe toujours la RD 931.
Prolongeant la RD 656 vers l'ouest, la RD 119 se dirige vers Brax et Feugarolles.
Longeant le canal latéral à la Garonne sur sa rive nord, le sentier de grande randonnée GR 652 traverse le nord de la commune sur quatre kilomètres entre Agen et Brax.

#### Transports urbains
.

Logo de Tempo

Exploité par la société Keolis Agen, le réseau Tempo dessert 29 des 44 communes de l'agglomération d'Agen depuis le 30 mars 2012, en remplacement du réseau Transbus, soit un total d'environ 100 000 habitants. En 2011, le nombre de voyageurs annuels était de 1 400 000 pour plus d'un million de kilomètres parcourus, alors que le réseau ne desservait que huit communes.

#### Aéroport Agen-La Garenne
L'aéroport d'Agen-La Garenne est installé sur les communes du Passage et d'Estillac.
Alors que dans les années 2014 à 2016 il accueillait annuellement environ 40 000 voyageurs, il n'y avait plus que 19 000 voyageurs en 2019 (en-dessous du seuil de rentabilité fixé à 25 000 voyageurs), ce qui a entraîné la fermeture définitive de la ligne aérienne Agen-Paris en juin 2020. Depuis, le trafic passagers est extrêmement réduit 473 en 2023</ref name=UAF>.

#### Voie fluviale

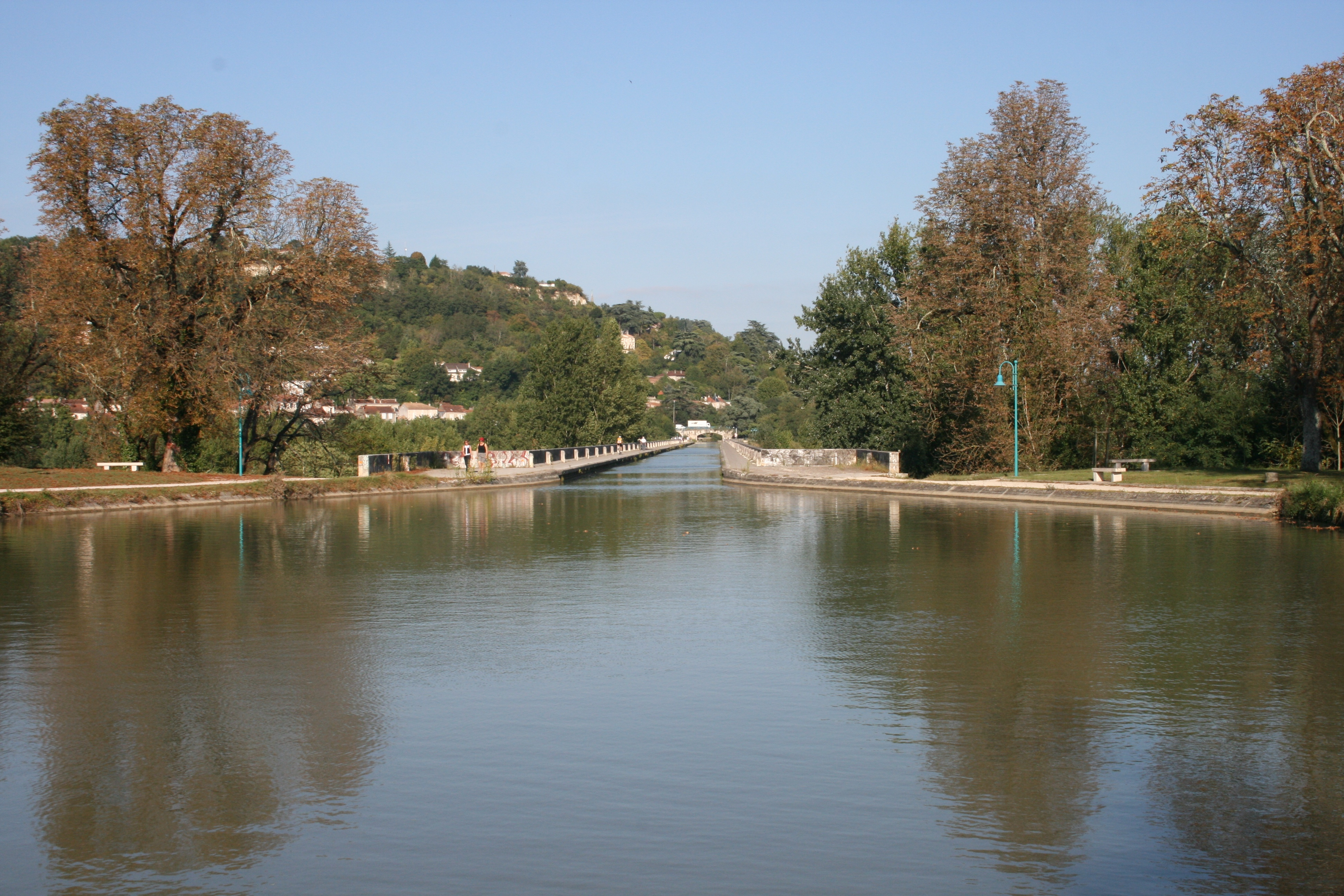
Le canal latéral à la Garonne, juste avant son passage sur le pont-canal.

Le canal latéral à la Garonne passe dans la commune, franchissant la Garonne par le pont-canal. Cette voie n'est utilisée que par les bateaux de plaisance, en grand nombre l'été. La Garonne n'est plus du tout utilisée.

#### Transport ferroviaire
La gare la plus proche est celle d'Agen environ 3 km avec des TER Nouvelle-Aquitaine, trains et bus desservant les régions Nouvelle-Aquitaine et Occitanie.

### Risques majeurs
Le territoire de la commune du Passage est vulnérable à différents aléas naturels : météorologiques (tempête, orage, neige, grand froid, canicule ou sécheresse), inondations, mouvements de terrains et séisme (sismicité très faible). Il est également exposé à deux risques technologiques, le transport de matières dangereuses et le risque nucléaire. Un site publié par le BRGM permet d'évaluer simplement et rapidement les risques d'un bien localisé soit par son adresse soit par le numéro de sa parcelle.

#### Risques naturels

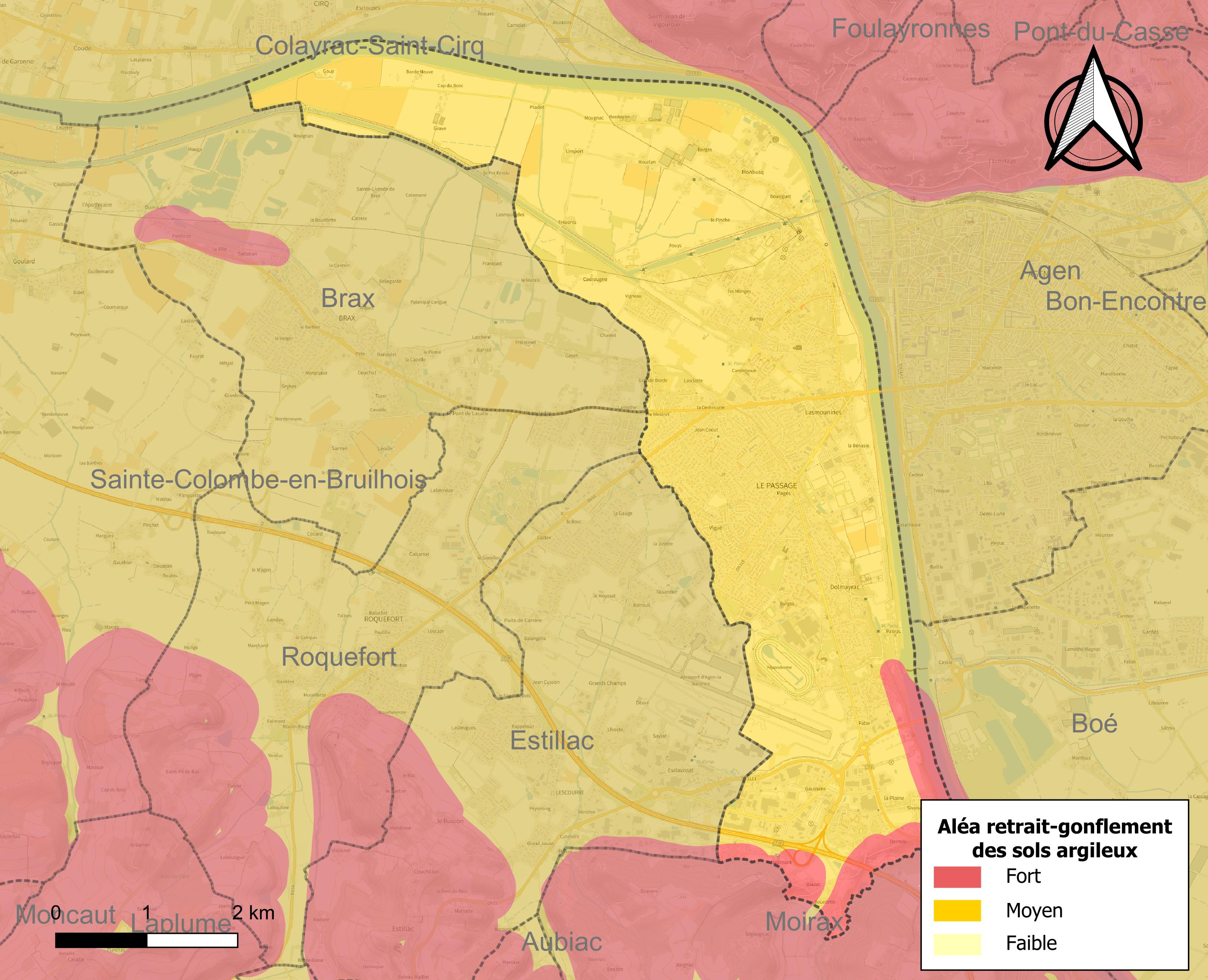
Carte des zones d'aléa retrait-gonflement des sols argileux du Passage.

La commune fait partie du territoire à risques importants d'inondation (TRI) d’Agen, regroupant 20 communes concernées par un risque de débordement de la Garonne, un des 18 TRI qui ont été arrêtés fin 2012 sur le bassin Adour-Garonne. Les événements antérieurs à 2014 les plus significatifs sont les crues de 1435, 1875, 1930, 1712, 1770 et 1952. Des cartes des surfaces inondables ont été établies pour trois scénarios : fréquent (crue de temps de retour de 10 ans à 30 ans), moyen (temps de retour de 100 ans à 300 ans) et extrême (temps de retour de l'ordre de 1 000 ans, qui met en défaut tout système de protection). La commune a été reconnue en état de catastrophe naturelle au titre des dommages causés par les inondations et coulées de boue survenues en 1982, 1997, 1999, 2008, 2009 et 2021,. La crue de référence de la station hydrologique d'Agen est celle du 23 juin 1875 avec une cote de 11,70 mètres pour la Garonne.
Les mouvements de terrains susceptibles de se produire sur la commune sont des glissements de terrain et des tassements différentiels.
Le retrait-gonflement des sols argileux est susceptible d'engendrer des dommages importants aux bâtiments en cas d’alternance de périodes de sécheresse et de pluie. La totalité de la commune est en aléa moyen ou fort (91,8 % au niveau départemental et 48,5 % au niveau national). Depuis le 1er octobre 2020, en application de la loi ELAN, différentes contraintes s'imposent aux vendeurs, maîtres d'ouvrages ou constructeurs de biens situés dans une zone classée en aléa moyen ou fort,.
Concernant les mouvements de terrains, la commune a été reconnue en état de catastrophe naturelle au titre des dommages causés par la sécheresse en 2003, 2005, 2009, 2011, 2012 et 2017, par des mouvements de terrain en 1999 et par des glissements de terrain en 1985.

#### Risque technologique
La commune étant située dans le périmètre du plan particulier d'intervention (PPI) de 20 km autour de la centrale nucléaire de Golfech, elle est exposée au risque nucléaire. En cas d'accident nucléaire, une alerte est donnée par différents médias (sirène, sms, radio, véhicules). Dès l'alerte, les personnes habitant dans le périmètre de 2 km se mettent à l'abri. Les personnes habitant dans le périmètre de 20 km peuvent être amenées, sur ordre du préfet, à évacuer et ingérer des comprimés d’iode stable,,.

## Toponymie

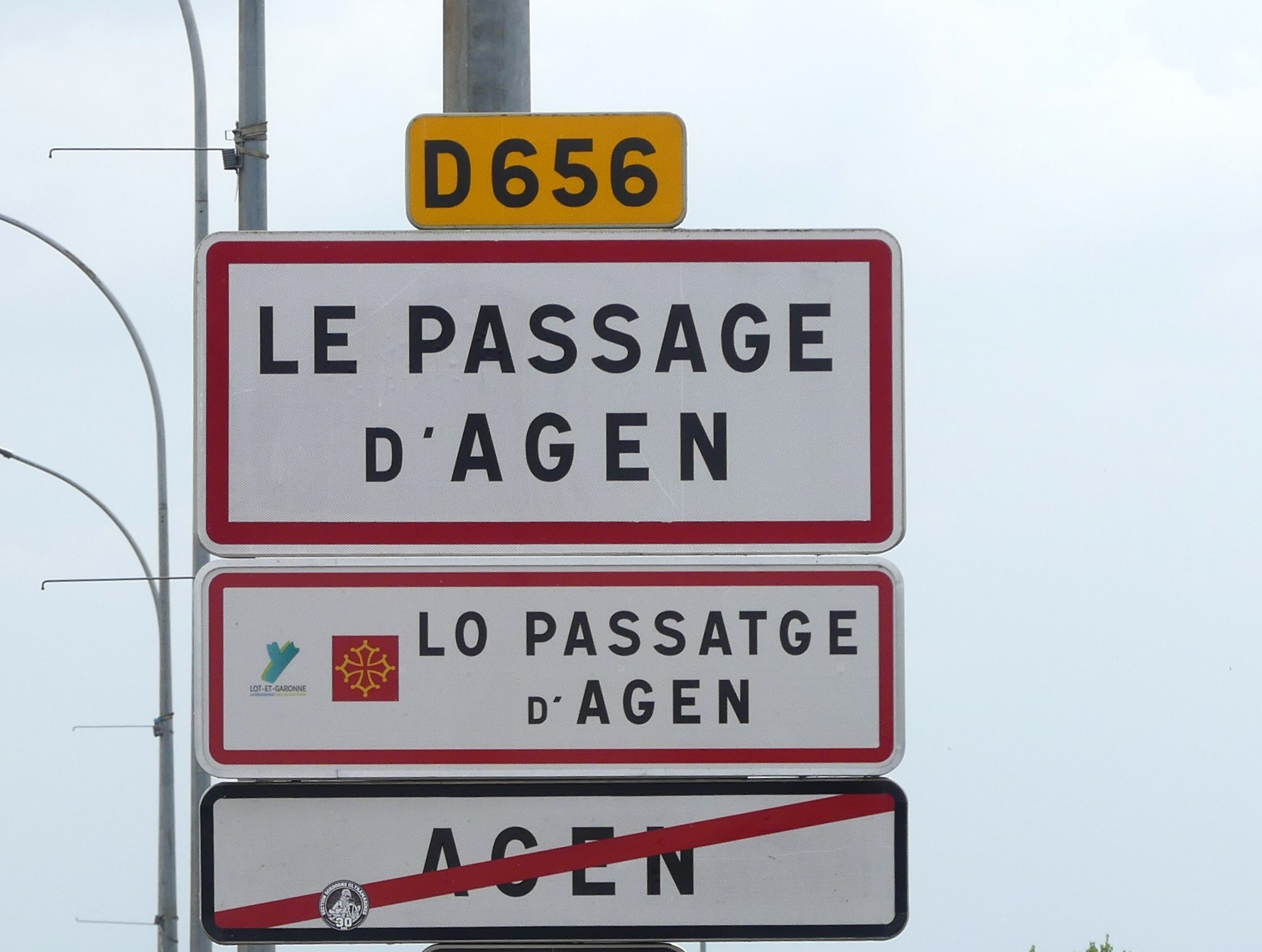
Panneau d'entrée sur le pont de Pierre.

Le nom officiel de la commune est « Le Passage », même si l'appellation « Le Passage d'Agen » est très répandue.
Sur la carte de Cassini représentant la France entre 1756 et 1789, le village est identifié sous le nom de Doulmayrac.
La commune a, dès sa création dans les premières années de la Révolution française, porté le nom de Dolmayrac, avant de prendre le nom actuel au début du XIXe siècle.
En occitan, la commune se nomme Lo Passatge, ou Lo Passatge d'Agen.

## Histoire
Avant la Révolution de 1789, Le Passage était composé de deux districts. Celui de Dolmayrac était reconnaissable à son église Saint-Joseph qui surplombait le flanc nord de la Garonne. L'autre district de Monbusq, situé plus au nord en contrebas, était un simple point de passage pour les voyageurs en provenance du nord qui voulaient traverser la Garonne, par la passerelle ou le pont-canal d'Agen. Le hameau depuis le Moyen Âge était ainsi, un simple point de transit pour les voyageurs. C'est de là que vient son nom.
Les deux districts se sont rassemblés vers 1795 (après la loi du 21 fructidor), et se sont détachés de la tutelle d'Agen. La commune est fréquemment connue depuis deux siècles sous le nom local de « Le Passage-d'Agen ».
Au XIXe siècle, la seule ressource économique étant la rente de la passerelle dont l'accès était payant, la commune s'est peu développée. Mais au XXe siècle, l'essor d'Agen fut bénéfique au Passage. Le développement démographique d'Agen a permis son expansion. Aujourd'hui, Le Passage compte un peu moins de 10 000 habitants, quatrième ville du département pour la population, après Agen, Marmande et Villeneuve-sur-Lot.
Au XXIe siècle, la ville est développée et propose à ses habitants des services, des établissements scolaires, l'aéroport d'Agen-La Garenne, l'hippodrome de la Garenne, une bibliothèque, un complexe sportif et culturel. Certains de ses édifices sont classés au titre des monuments historiques, comme le Pont de pierre d'Agen (édifié sous Napoléon Ier), le pont-canal d'Agen (il en existe trois de ce type en France) ou la passerelle, récemment rénovée.

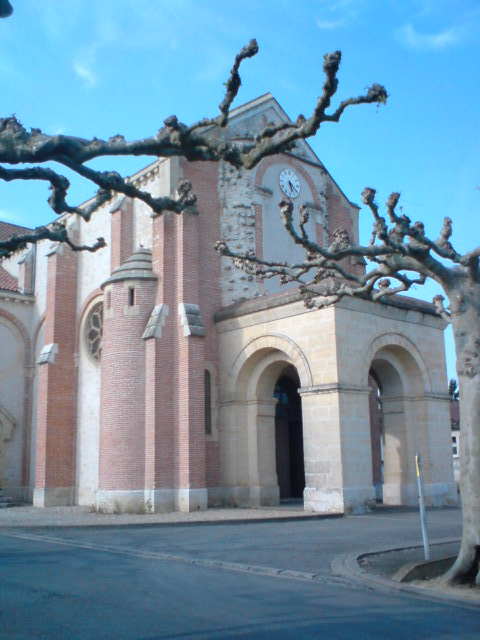
L'église Saint-Joseph.
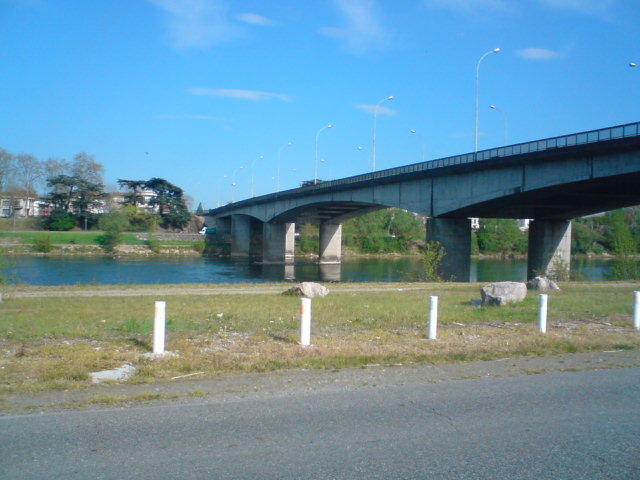
Le pont de Pierre.
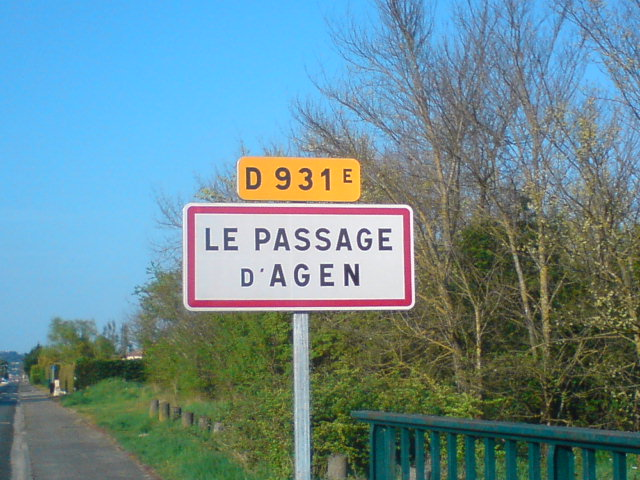
L'entrée sud de la commune sur la RD 931E1.

## Politique et administration

### Communauté d'agglomération d'Agen

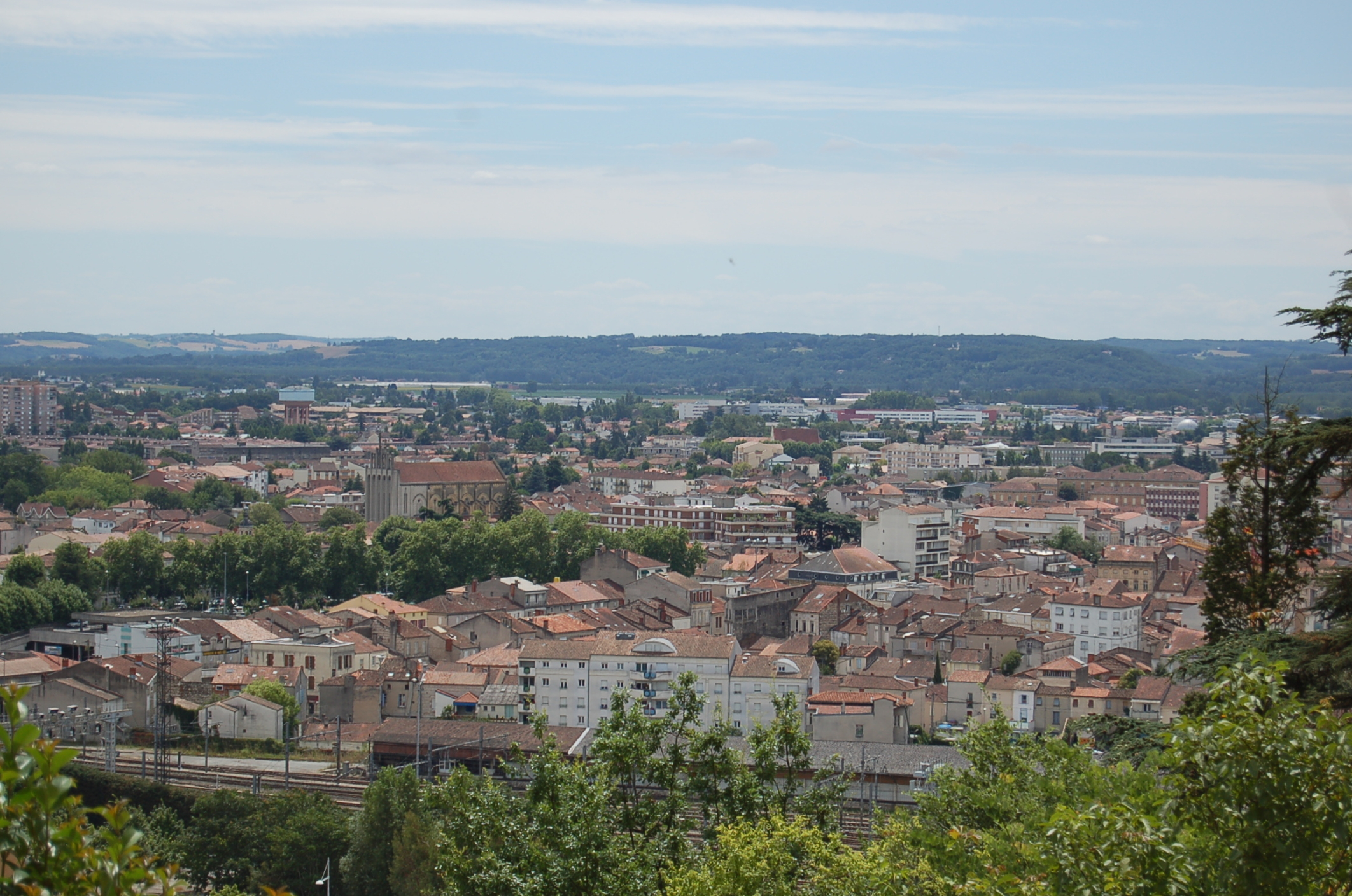
Vue d'Agen et son agglomération.

L'idée d'un regroupement intercommunal est née dans les années 1960 sous l'impulsion de Pierre Pomarede, puis développée en 1974 par René Lajunie, alors maire de Bon-Encontre, et le docteur Esquirol, maire d'Agen. Au cours de leur mandat sera créé le District de l'Agglomération agenaise, ancêtre de la communauté d'agglomération d'Agen.
Initialement, en 2013, la communauté d'agglomération d'Agen regroupait 29 communes de l'aire urbaine d'Agen, dont Le Passage. En 2016, deux autres communes la rejoignent et en 2022, elle s'agrandit avec l'ajout des communes provenant de la communauté de communes Porte d'Aquitaine en Pays de Serres dissoute, portant leur total à 44.
La communauté d'agglomération d'Agen a permis le développement des communes et de nombreux services dont les transports en commun desservant notamment la commune du Passage avec deux lignes, mais aussi celui de la collecte des déchets, commune à l'ensemble de l'agglomération.

### Liste des maires

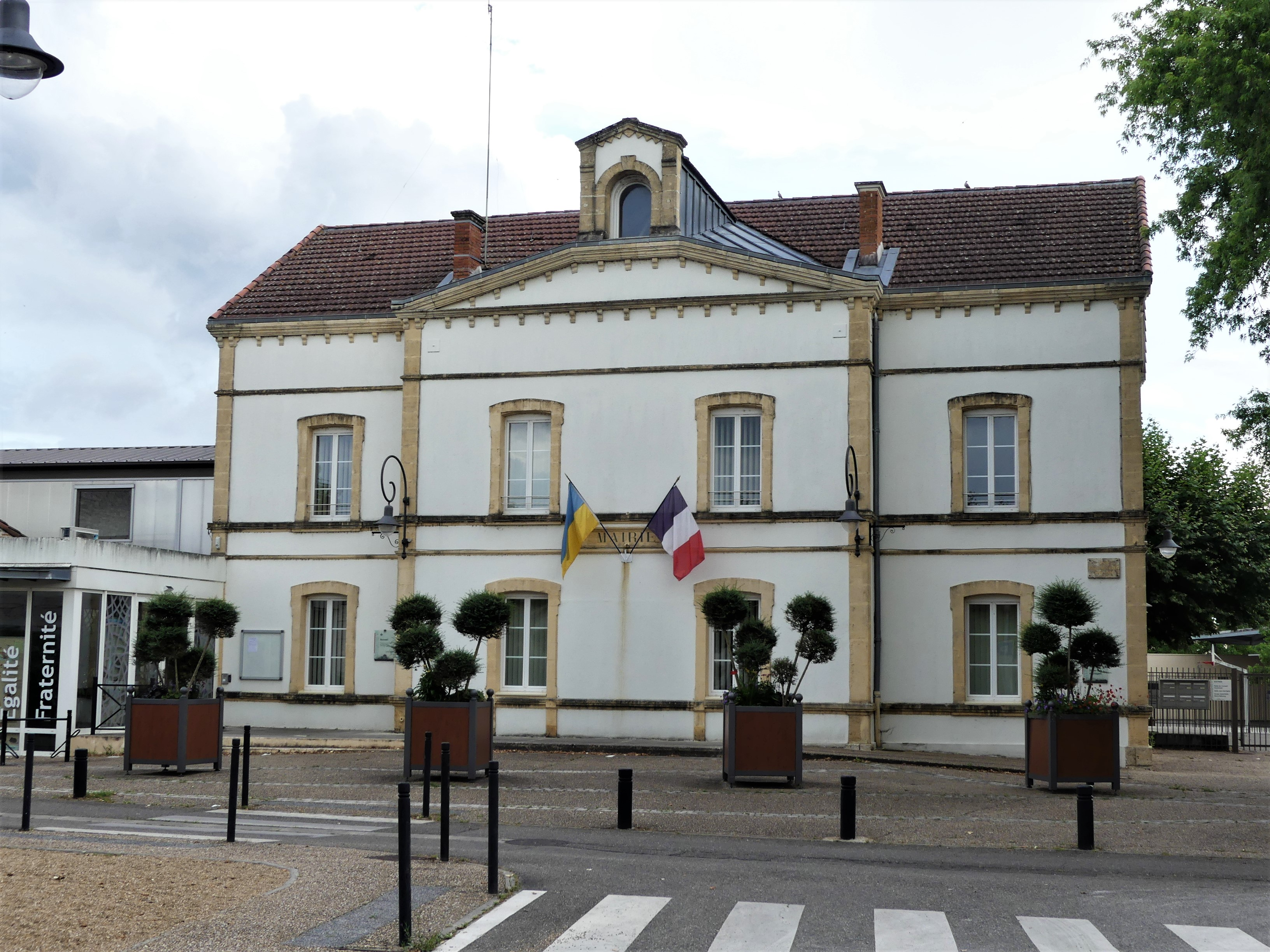
L'hôtel de ville.

### Politique environnementale
Dans son palmarès 2024, le Conseil national de villes et villages fleuris de France a attribué trois fleurs à la commune.

### Jumelages
Le passage est jumelé avec deux communes d'environ 10 000 habitants :
- Consuegra, ville d'Espagne - 358 km2 :
- Włoszczowa, ville de Pologne - 30,17 km2.

## Population et société

### Démographie
L'évolution du nombre d'habitants est connue à travers les recensements de la population effectués dans la commune depuis 1800. Pour les communes de moins de 10 000 habitants, une enquête de recensement portant sur toute la population est réalisée tous les cinq ans, les populations de référence des années intermédiaires étant quant à elles estimées par interpolation ou extrapolation. Pour la commune, le premier recensement exhaustif entrant dans le cadre du nouveau dispositif a été réalisé en 2005.

En 2022, la commune comptait 9 360 habitants, en évolution de −1,97 % par rapport à 2016 (Lot-et-Garonne : −0,18 %, France hors Mayotte : +2,11 %).
| 1800  | 1806  | 1821  | 1831  | 1836  | 1841  | 1846  | 1851  | 1856  |
| ----- | ----- | ----- | ----- | ----- | ----- | ----- | ----- | ----- |
| 1 897 | 1 922 | 2 057 | 2 104 | 2 306 | 2 208 | 2 082 | 2 241 | 2 214 |

| 1861  | 1866  | 1872  | 1876  | 1881  | 1886  | 1891  | 1896  | 1901  |
| ----- | ----- | ----- | ----- | ----- | ----- | ----- | ----- | ----- |
| 2 018 | 2 184 | 2 077 | 2 015 | 2 020 | 2 192 | 2 010 | 2 277 | 2 250 |

| 1906  | 1911  | 1921  | 1926  | 1931  | 1936  | 1946  | 1954  | 1962  |
| ----- | ----- | ----- | ----- | ----- | ----- | ----- | ----- | ----- |
| 2 190 | 2 100 | 2 001 | 2 140 | 2 177 | 2 405 | 2 869 | 3 172 | 5 669 |

| 1968  | 1975  | 1982  | 1990  | 1999  | 2005  | 2006  | 2010  | 2015  |
| ----- | ----- | ----- | ----- | ----- | ----- | ----- | ----- | ----- |
| 6 746 | 7 862 | 8 553 | 8 875 | 8 827 | 8 997 | 9 097 | 9 395 | 9 607 |

| 2020  | 2022  | - | - | - | - | - | - | - |
| ----- | ----- | - | - | - | - | - | - | - |
| 9 352 | 9 360 | - | - | - | - | - | - | - |

#### Quelques chiffres
D'après la population du Passage en 2005 soit 8 997 habitants :
- Homme : 47 %
- Femme : 53 %
- de 0 à 19 ans : 22,5 %
- de 20 à 39 ans :  22 %
- de 40 à 59 ans :  27,5 %
- 60 ans et + :  26 %
- Population active : 40 %
- Chômeurs :  4 %
- Retraités :  25 %
- Étudiants : 7 %
- Autres inactifs :  21 %

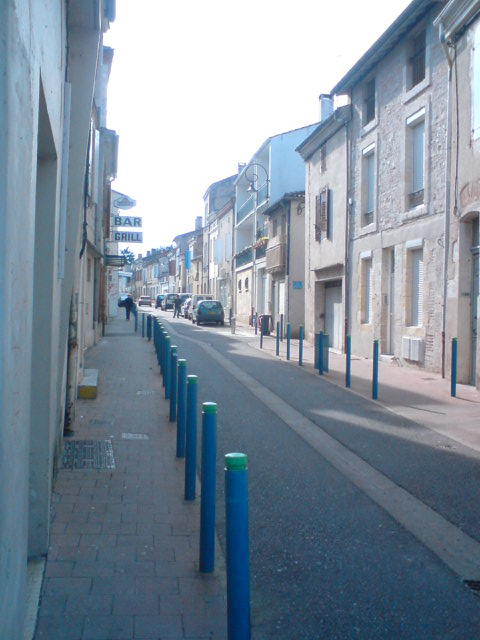
Rue Gambetta.

- Ménages sur Le Passage : 3 986
- Ménages 1 personne : 29 %
- Nombre de logements sur Le Passage : 4 260
- Propriétaires sur Le Passage : 59 %
- Locataires sur Le Passage : 39 %
- Maisons sur Le Passage : 83 %
- Appartements sur Le Passage : 14 %
- Nombre de personnes moyen/appartements : 3
- Nombre de pièces moyen/maisons :  4

#### Superficie et population
| Zones            | Population | Surface (km²) | Densité (/km²) |
| ---------------- | ---------- | ------------- | -------------- |
| Le Passage       | 9 395      | 12.89         | 724            |
| Unité urbaine    | 78 274     | 148           |                |
| Aire urbaine     | 108 660    | 830.52        | 113            |
| Région Aquitaine | 3 119 778  | 41 309        | 76             |

La ville du Passage a une superficie de 1 289 hectares et une population de 9 335 habitants, ce qui la classe :
| Rang                  | Superficie | Population | Densité |
| --------------------- | ---------- | ---------- | ------- |
| France                | 15033e     | 1091e      | 1299e   |
| Aquitaine             | 1067e      | 46e        | 44e     |
| Lot-et-Garonne        | 174e       | 5e         | 2e      |
| Arrondissement d'Agen | 38e        | 2e         | 2e      |
| Agglomération d'Agen  | 6e         | 2e         | 2e      |
| Canton d'Agen-Ouest   | 1er        | 1er        | 1er     |

### Manifestations culturelles et festivités
- Salon de la Bande dessinée annuelle depuis 2005
- Fête de la musique (21 juin)
- Fête nationale (14 juillet)
- Fêtes de quartiers
- Les Monumentoiles et Mini-Monumentoiles (exposition de tableaux en plein air)
- Le Passage blues festival est un festival international de blues qui a lieu au Passage. En 2005, l’association Aventure Blues Complice, organisatrice des Blues Station de Tournon d’Agenais a lancé un festival international de blues sur l’agglomération agenaise, et proposait à la ville du  Passage et à la Communauté d’Agglomération Agenaise de soutenir ce projet culturel musical.

Les collectivités ont répondu favorablement à la mise en place d’un partenariat. Ce festival a accueilli entre autres Angela Brown, Larry Garner, Big George Brock et Jacky Payne.
et de nombreuses expositions ; pièces de théâtre ; Concert-Chant Choral.

### Sports et loisirs

#### Clubs
- Association Sportive Le Passage Rugby[48] : équipe de rugby à XV ayant évolué en Championnat de France de 3e division fédérale pour la saison 2006-2007.

#### Événements sportifs
- Les Passagespoirs - Tournoi international de tennis des jeunes de moins de 12 ans, en mai. Le tournoi a reçu des nations venues de cinq continents et la quasi-totalité des 34 ligues françaises durant ses différentes éditions (32e édition en 2024)[49].

#### Boulodrome

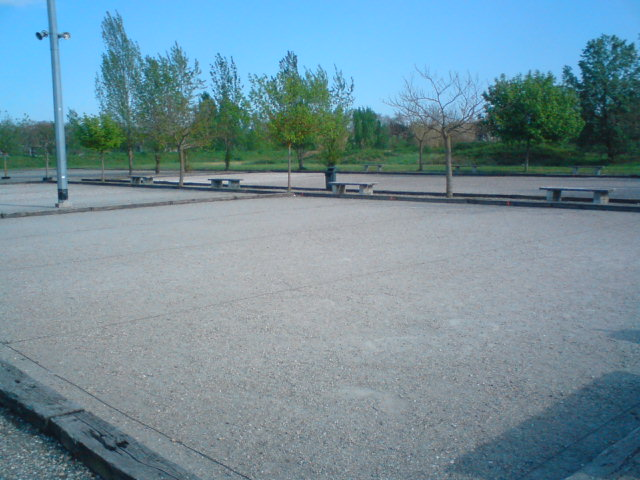
Boulodrome.

Au centre-ville, un site est réservé à la pétanque avec plusieurs terrains, des tournois sont souvent organisés.

#### Le Complexe sportif

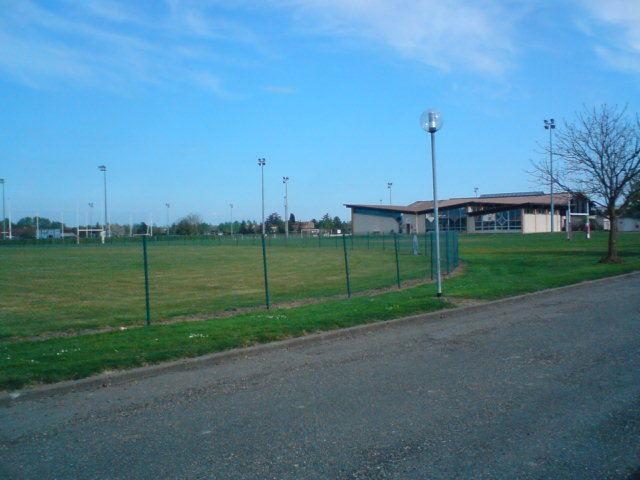
Complexe sportif.

En 1975, les installations mises à la disposition des associations sportives sont insuffisantes, la municipalité décide donc de créer des conditions plus favorables à la pratique des sports. C’est ainsi que Pierre Saint-Germes, adjoint au maire, prenait en charge avec l’équipe municipale, la réalisation de ce qui allait devenir le complexe Saint-Germes.
Les douze hectares de la ferme d’Estrades, propriété acquise dans ce but, furent progressivement aménagés pour permettre la pratique de tous les sports en plein air et en salle.
Aujourd'hui, 14 associations avec 2 000 licenciés fréquentent les installations du stade Saint-Germes.

### Médias

#### Presse écrite
On peut trouver dans la commune plusieurs types de journaux : Sud Ouest par exemple (siège à Bordeaux) avec une actualité régionale, Le petit Bleu, journal de l'Agenais ou La Dépêche du Midi actualité du Lot-et-Garonne. La commune diffuse aussi son propre journal, Le PassageACTU, bimestriel distribué par la municipalité, éclairant ses habitants sur les informations communales.

#### Radio
Quatre radios émettent des décrochages à destination de l'agglomération agenaise :
- Virgin Agen (89.8 FM) ;
- 47 FM (87.7 FM), créée en 2007 ;
- Radio Bulle (93.6 FM).

#### Télévision
Dans le département de Lot-et-Garonne, les chaînes régionales se limitent à France 3.
Possibilité d'avoir les programmes de la TNT.

## Équipements et services publics

### Eau et déchets

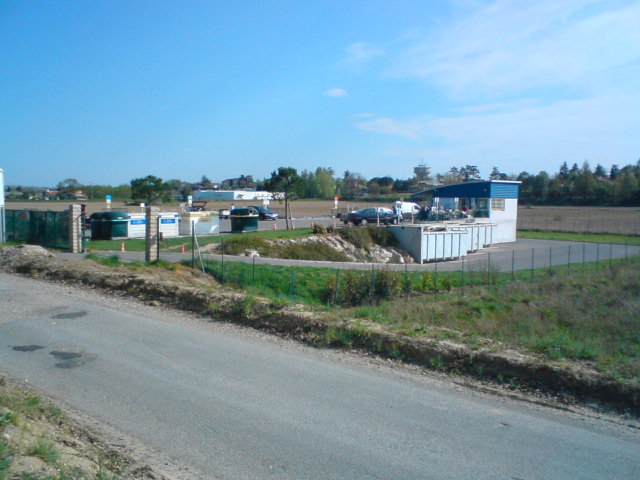
Déchèterie.

La communauté d'agglomération a équipé tous les foyers de cinq conteneurs (verre, papier et journaux, ordures ménagères, emballages, déchets verts) dans le but d'un tri sélectif par les usagers. Plusieurs ramassages par semaine sont effectués séparément pour chaque matière.
La commune dispose d'une des quatre déchèteries de l'agglomération (quartier Pont de Barroy).

### Espaces publics

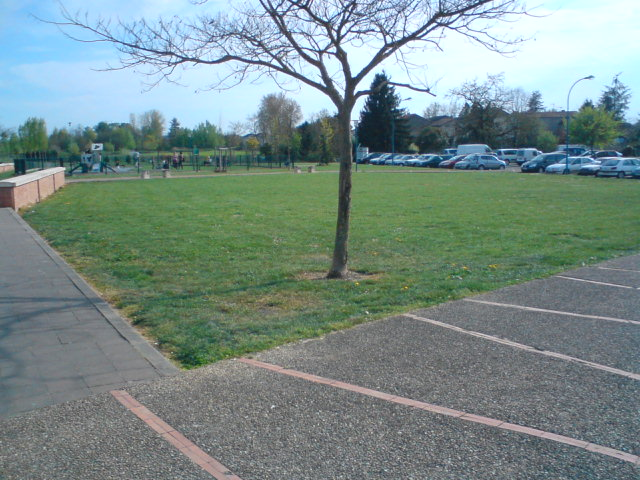
Place de la République.

Le Passage est une ville ancrée dans la campagne, pas de grand parc ou de jardin public, mais de nombreux espaces verts tout de même.
La balade du canal latéral à la Garonne a été aménagée, le chemin le longeant a été goudronné, du mobilier urbain a été installé. Tout comme le bord de Garonne avec la place de la République.

#### Cimetières
La commune possède trois cimetières : le cimetière de Dolmayrac, attenant à l'église Saint-Urbain, celui de Galau, à 500 mètres au sud-ouest de l'église Sainte-Jehanne-de-France, et celui de Monbusq au milieu duquel se trouve l'église Notre-Dame-de-l'Assomption.

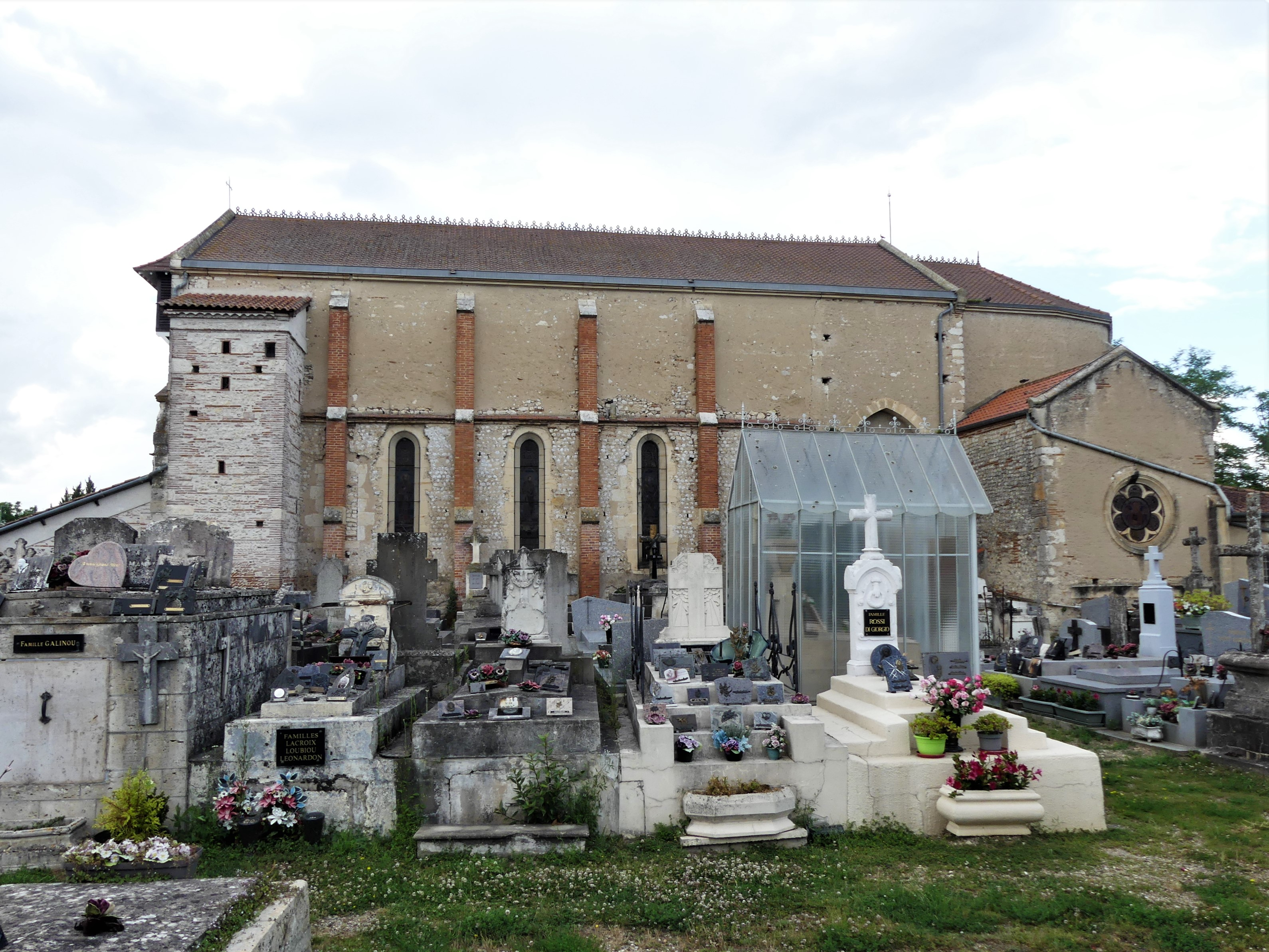
Le cimetière de Dolmayrac et l'église Saint-Urbain.
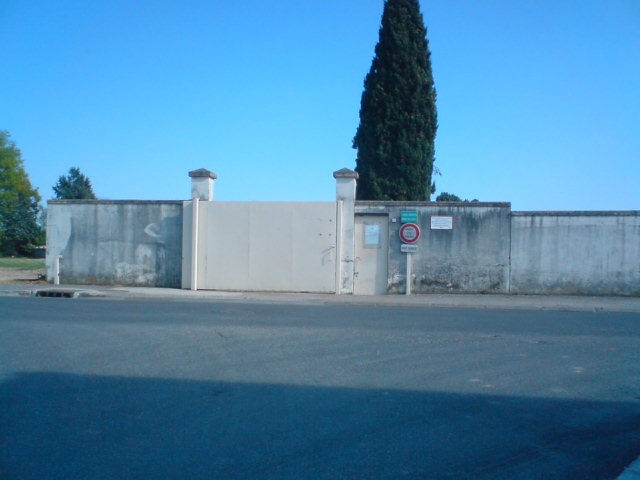
Celui de Galau.
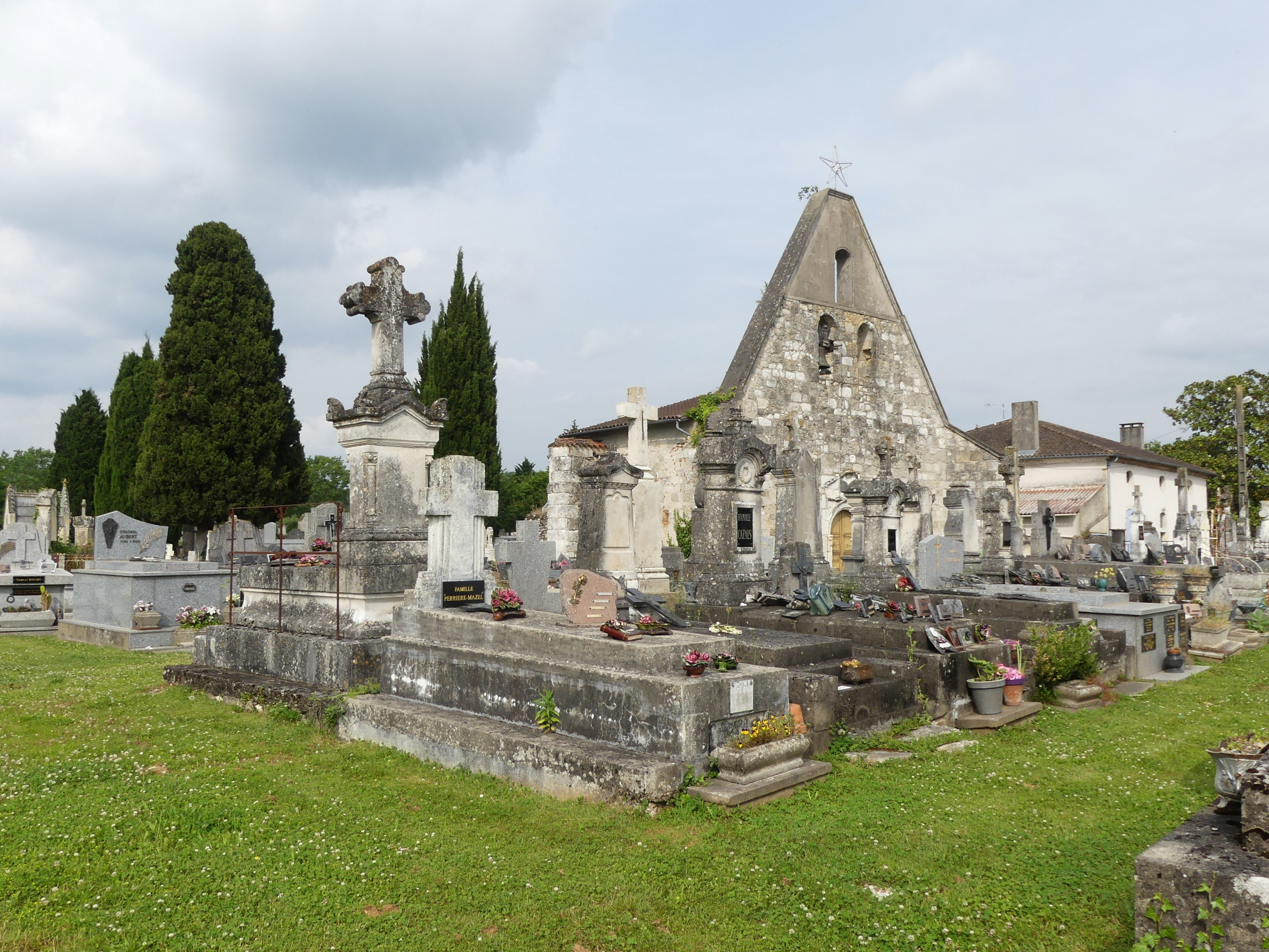
Celui de Monbusq et l'église Notre-Dame-de-l'Assomption.

### Jeunesse et enseignement

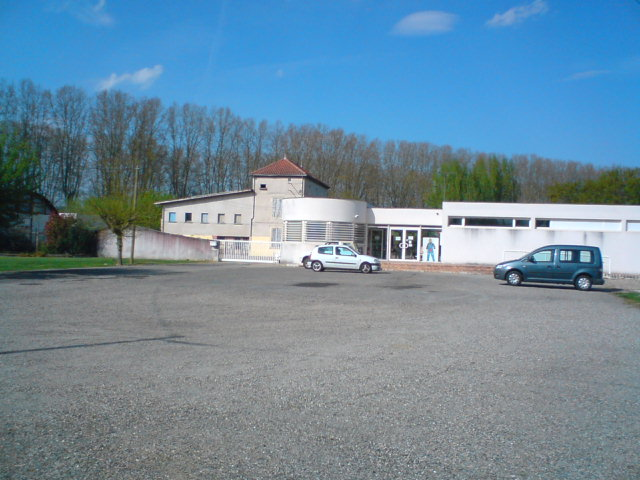
Centre de loisir de Rosette.

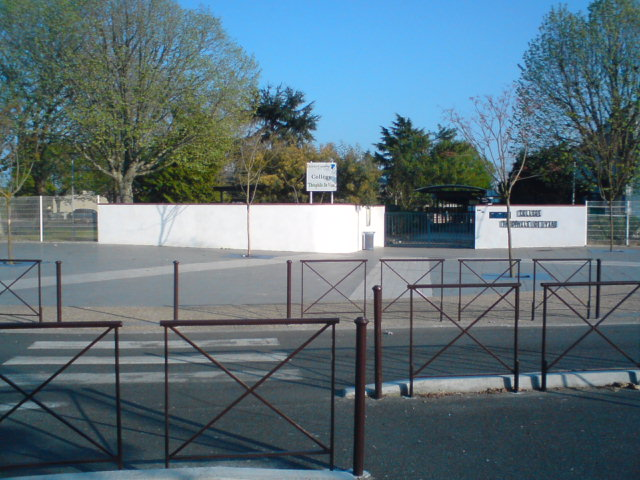
Collège.

- Centre de loisir municipal de Rosette
- Halte garderie « aquarelle » Quartier chat d'oc
- Crèche « les p'tits futés » Quartier Ganet

4 écoles maternelles
- École maternelle Louis-Vincens
- École maternelle Édouard-Lacour
- École maternelle René-Betuing
- École maternelle Ferdinand-Buisson

3 écoles primaires
- École élémentaire René-Betuing
- École élémentaire Ferdinand-Buisson
- École élémentaire Édouard-Lacour

1 collège
- Collège Théophile-de-Viau

### Culture

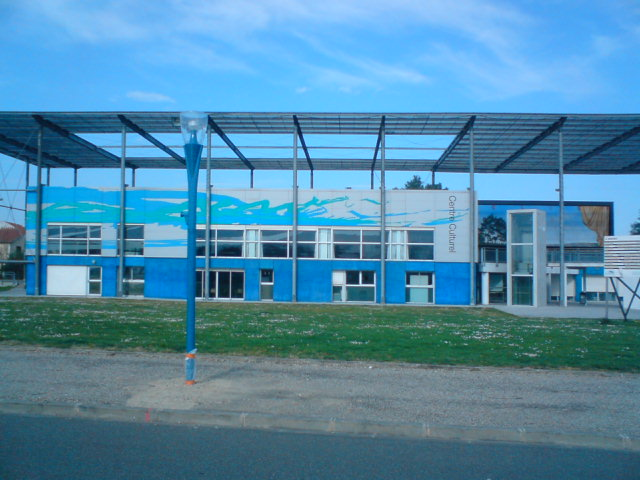
Le Centre culturel Pierre-Lapoujade.

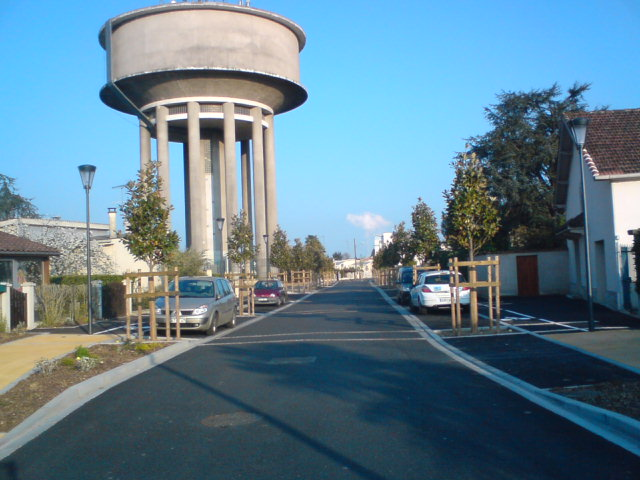
Une rue du Passage.

#### Centre culturel Pierre-Lapoujade
Le bâtiment du centre culturel Pierre-Lapoujade est la reconversion d’un bâtiment commercial en espace public, inauguré en janvier 2002 ; il abrite de nombreuses associations culturelles, comme l’école de danse, ou encore d’arts plastiques, telles L’Orange bleue et la Palette passageoise.
En outre, la fonctionnalité de cet établissement permet au tissu associatif passageois de pouvoir disposer de multiples salles afin d’y effectuer permanences et réunions.

#### Ferme d'Estrades
La Ferme d’Estrades est un lieu d’exposition composé de trois pièces en rez-de-chaussée et deux pièces au premier étage. Équipée de grilles et de cimaises, elle permet d’accueillir de multiples expositions organisées par des associations mais également par des artistes passageois.

#### Bibliothèque municipale
La bibliothèque municipale en partenariat avec les écoles a pour objectif de mettre en place différents projets, tels que l'accueil de classes, pour la fréquentation de la bibliothèque et la compréhension de son fonctionnement, le prêt de CD et de livres sur l’année scolaire pour promouvoir le livre et la lecture ; différentes animations sont menées selon les thèmes comme la semaine du goût, la fête de la lecture, les lectures contées.

#### Autres lieux
- Salle des fêtes de Rosette.
- Hall d'accueil de la mairie.

### Santé

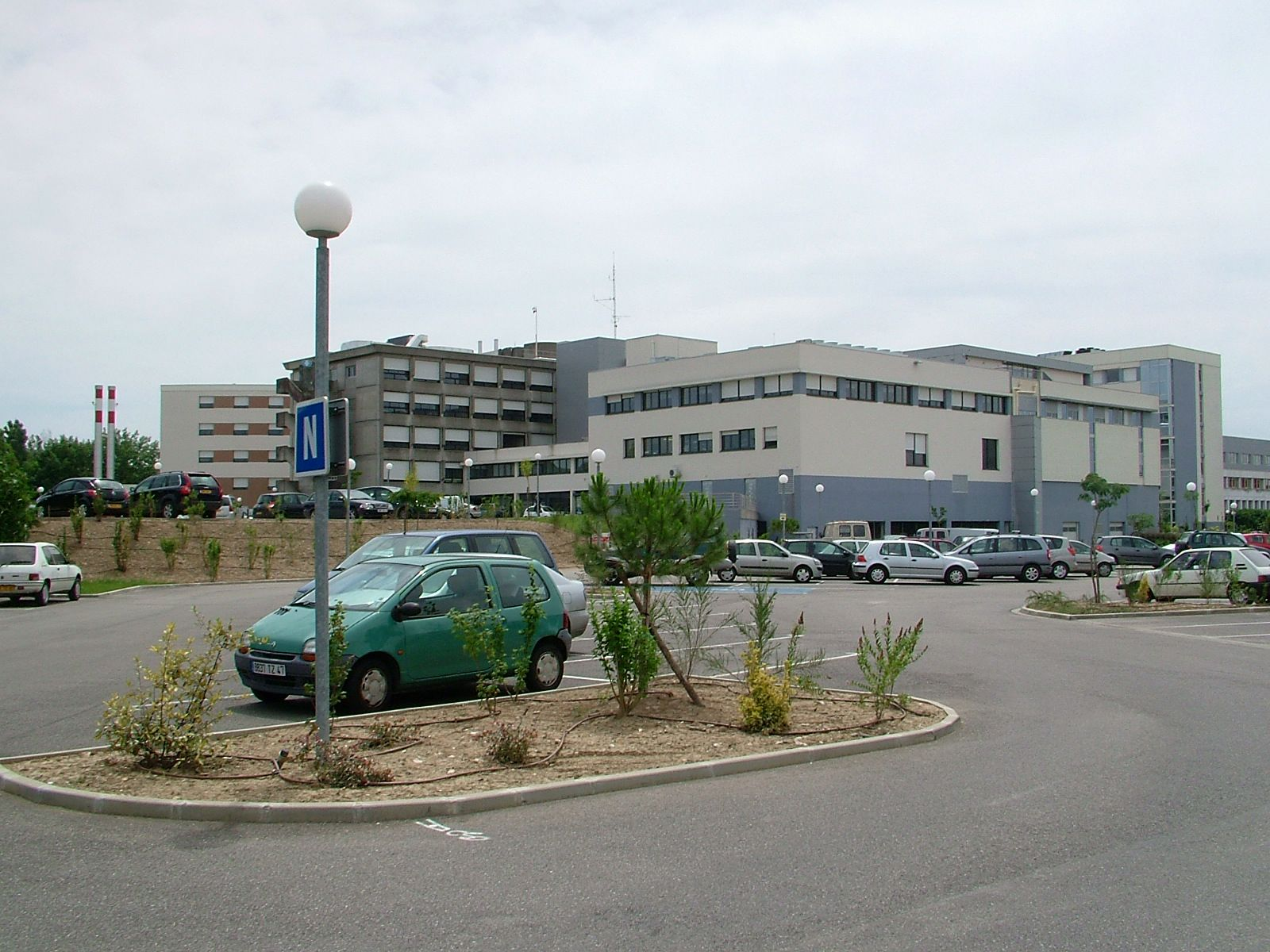
Clinique Saint-Hilaire.

Pour la santé, la ville dépend d'Agen :
- Hôpital Saint-Esprit au nord d'Agen ;
- Clinique Saint-Hilaire Esquirol (sud d'Agen) ;
- Hôpital de Monbran ;
- Hôpital psychiatrique-la Candélie à Foulayronnes.

### Justice, sécurité, secours et défense

#### Juridictions
Le Passage dépend des tribunaux de :
- tribunal d'instance : Agen
- tribunal de grande instance : Agen
- cour d'appel : Agen

(gère les départements du Lot, du Gers et du Lot-et-Garonne)
- tribunal pour enfants : Agen
- tribunal administratif : Bordeaux
- cour administrative d'appel : Bordeaux

#### Forces de l'ordre
La commune est dans la circonscription du commissariat de police d'Agen.

#### Pompiers
- Le Passage possède un centre de secourisme avenue de Verdun. Un nouveau centre est en construction rue Victor-Duruy non loin de l'aéroport d'Agen La Garenne.

## Économie
L'Agropole, vaste zone industrielle dédiée à la transformation des produits alimentaires, occupe sur 70 hectares (entre Estillac et Le Passage) plus de 100 entreprises et emploie 1 700 personnes.
L'agglomération est aussi le siège d'une grande entreprise pharmaceutique UPSA, filiale du groupe japonais Taisho Pharmaceutical. Cette entreprise possède deux unités de fabrication : une à Agen et l'autre sur la commune du Passage, qui rassemblent plus de 1 200 employés.
La ville possède un hypermarché (quartier Demi-Lune), un supermarché (quartier Pont de Pierre) et une supérette (quartier Ganet).

## Culture locale et patrimoine

### Lieux et monuments

#### Patrimoine civil
- Le pont-canal d'Agen, mis en service en 1849, permet au canal latéral à la Garonne de franchir la Garonne entre Le Passage et Agen. Il a fait l'objet d'une inscription au titre des monuments historiques en 2003 puis 2012[50].
- La passerelle Michel-Serres sur la Garonne permet aux piétons et aux cyclistes de relier Le Passage et Agen, environ 700 mètres en amont du pont-canal.
- L'hippodrome de la Garenne.
- Le lavoir de Dolmayrac
- La ferme d'Estrades.
- La place Sainte-Jehanne-de-France.
- La place du collège Théophile-de-Viau.
- La place de la République.

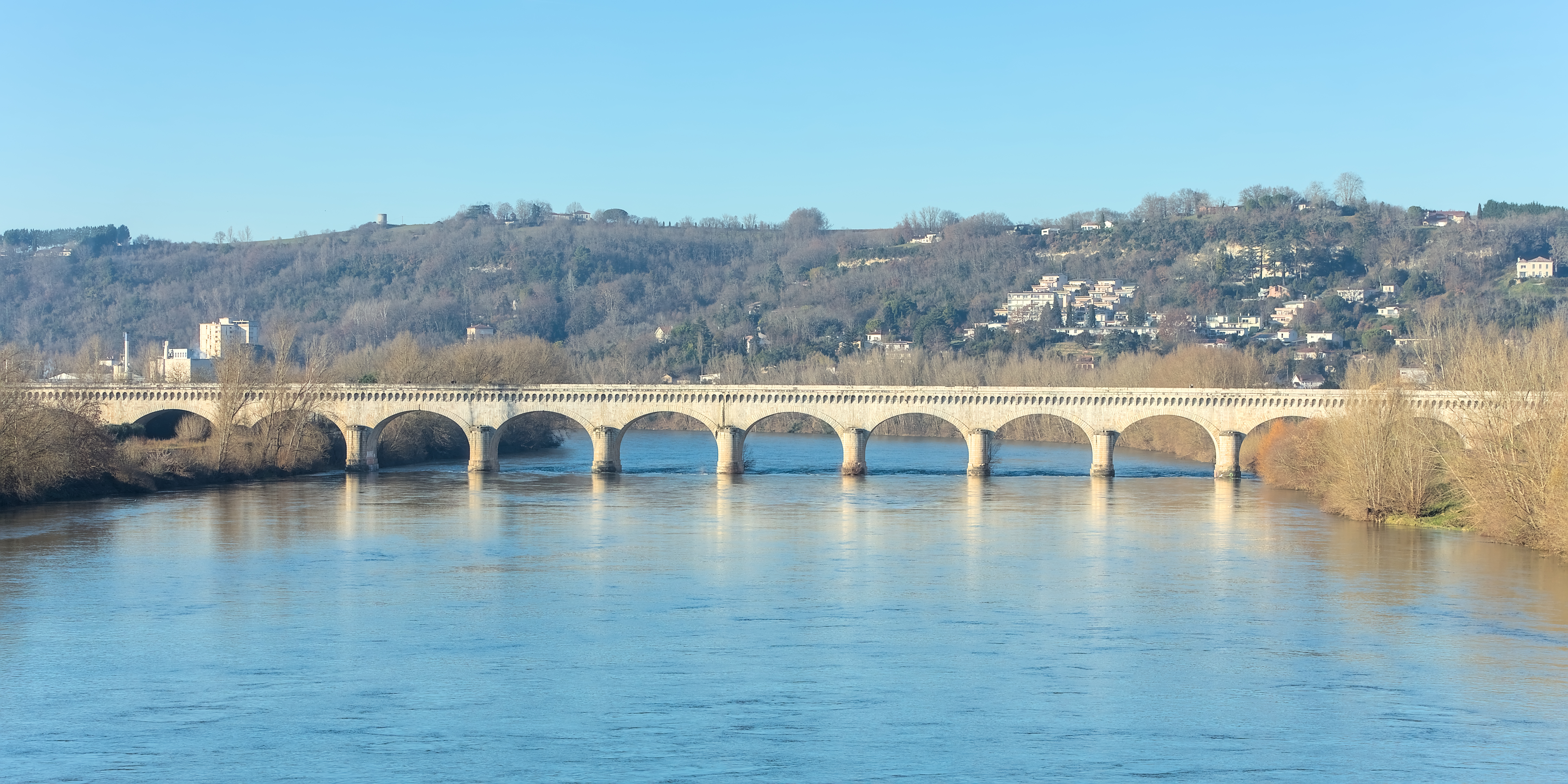
Le pont-canal.
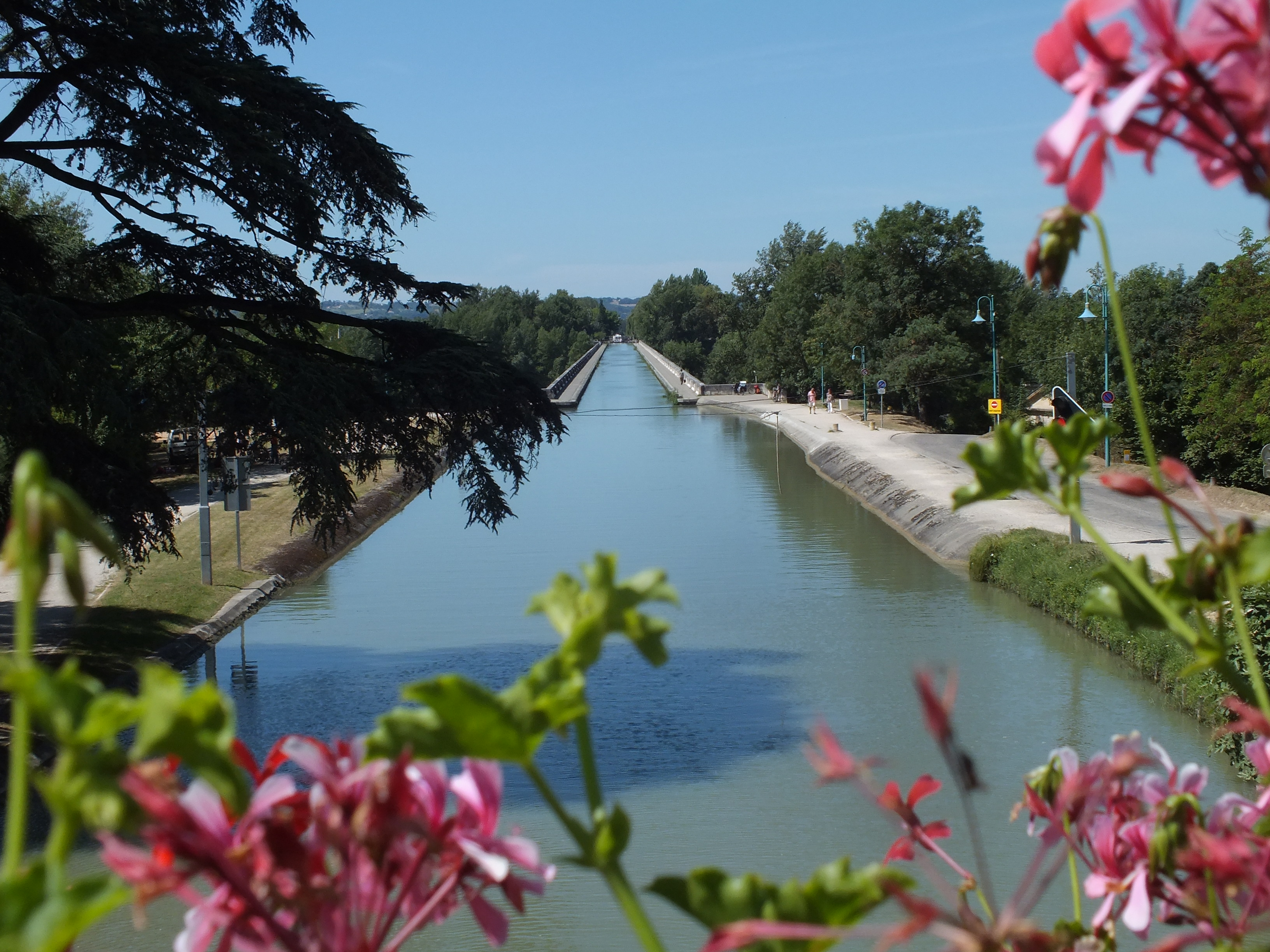
Vue sur le pont-canal depuis Agen.
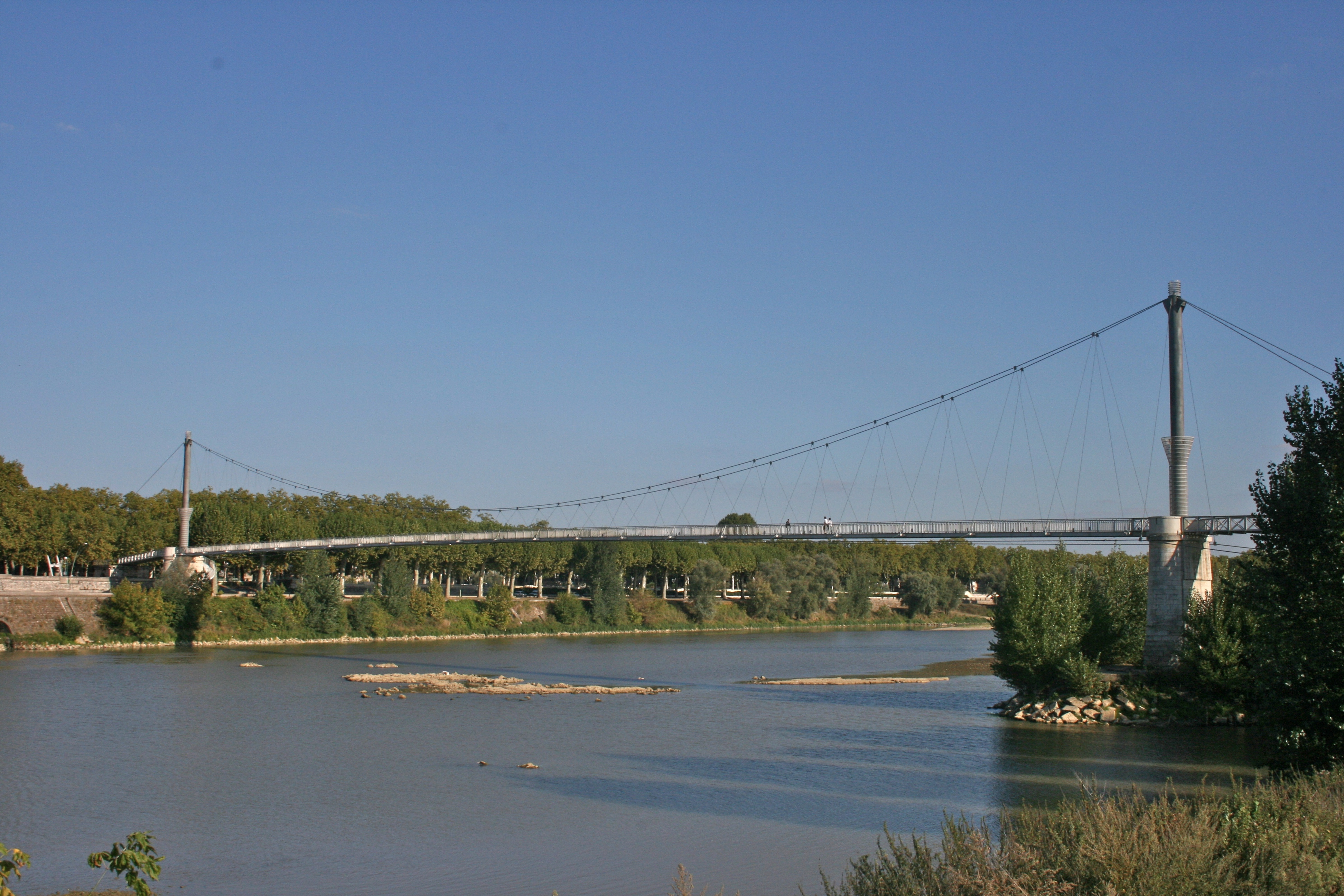
La passerelle.
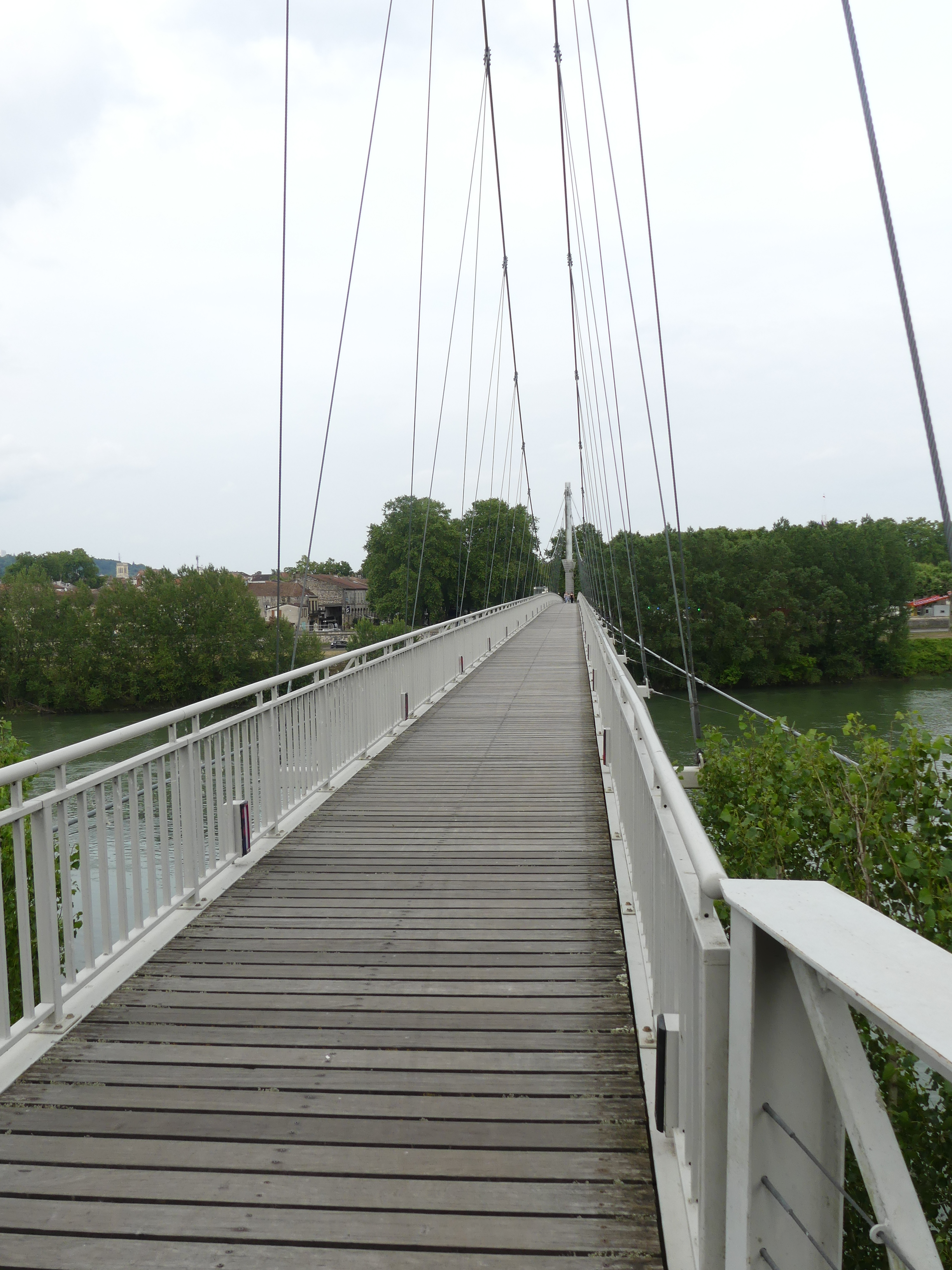
La passerelle, côté Le Passage.
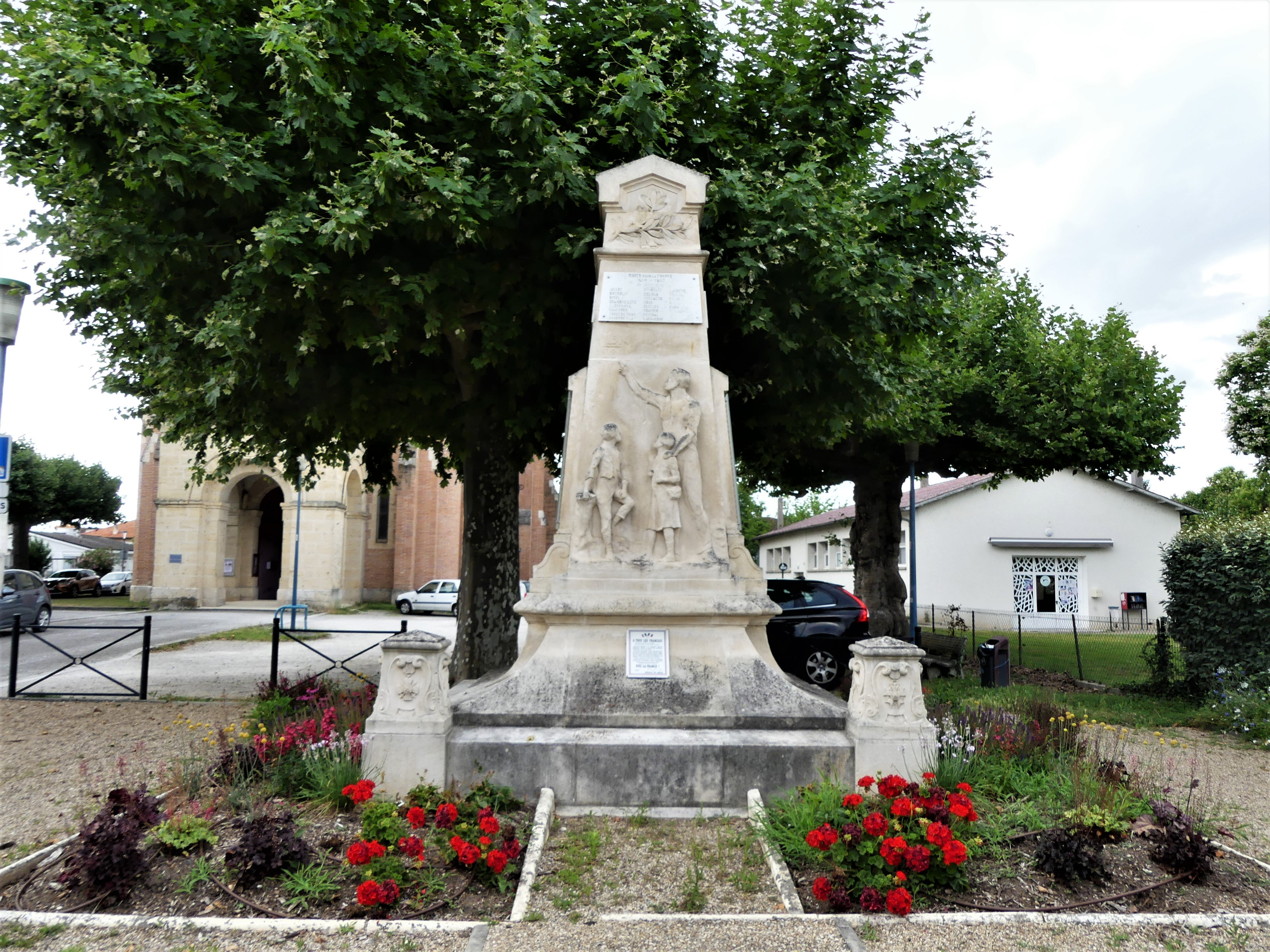
Le monument aux morts.

#### Patrimoine religieux
- L'église Sainte-Jehanne-de-France (quartier de Ganet) a été classée au titre des monuments historiques en 2001[51].
- L'église Saint-Urbain de Dolmayrac.
- L'église Saint-Joseph du Passage.
- L'église Notre-Dame-de-l'Assomption de Monbusq.
- Le monastère Notre-Dame-de-Beauregard accueille depuis 1976 une communauté de carmélites, à la suite du transfert du carmel d'Agen.

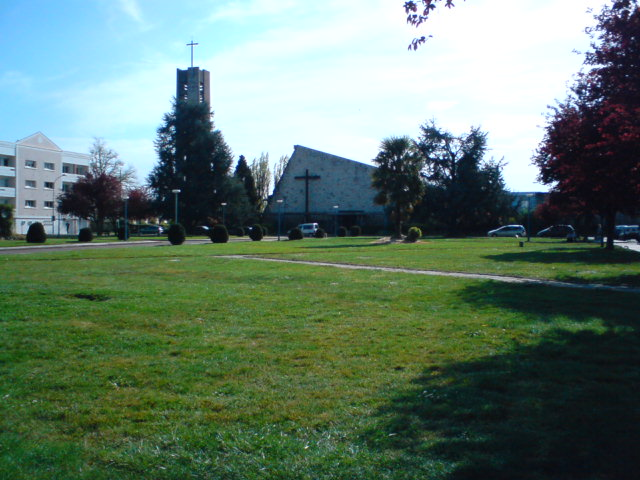
L'église Sainte-Jehanne-de-France.
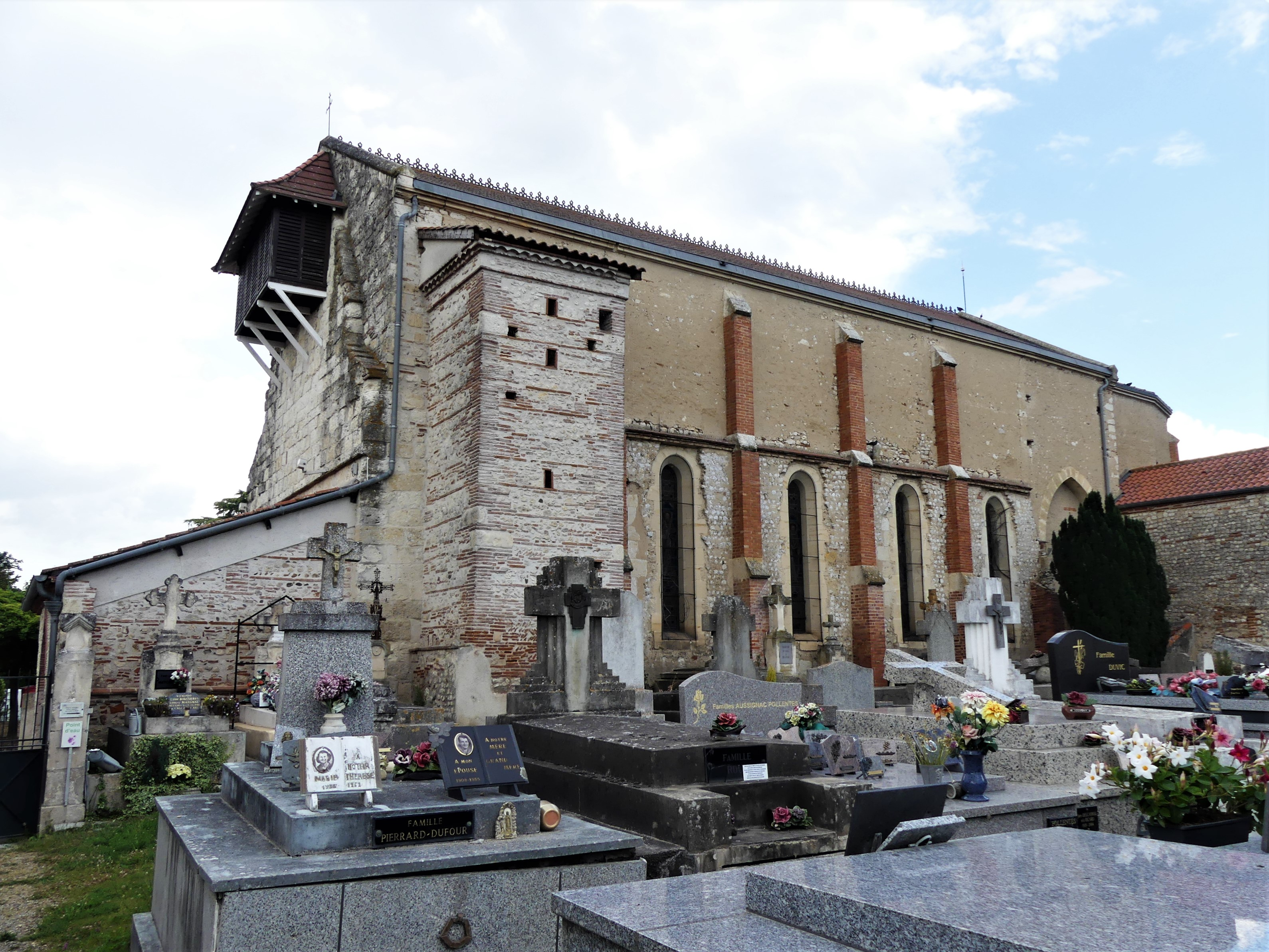
L'église Saint-Urbain de Dolmayrac et son cimetière.
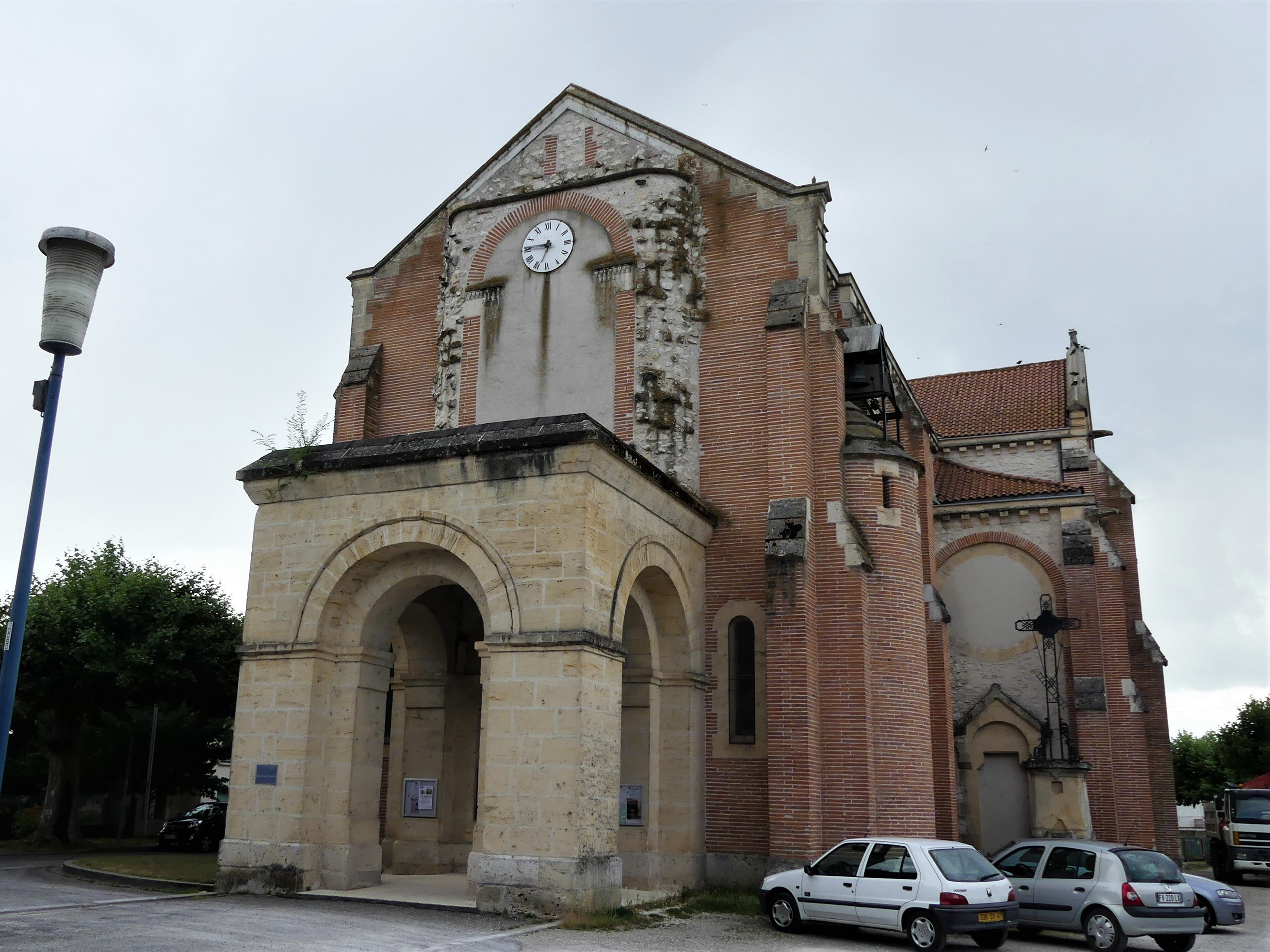
L'église Saint-Joseph.
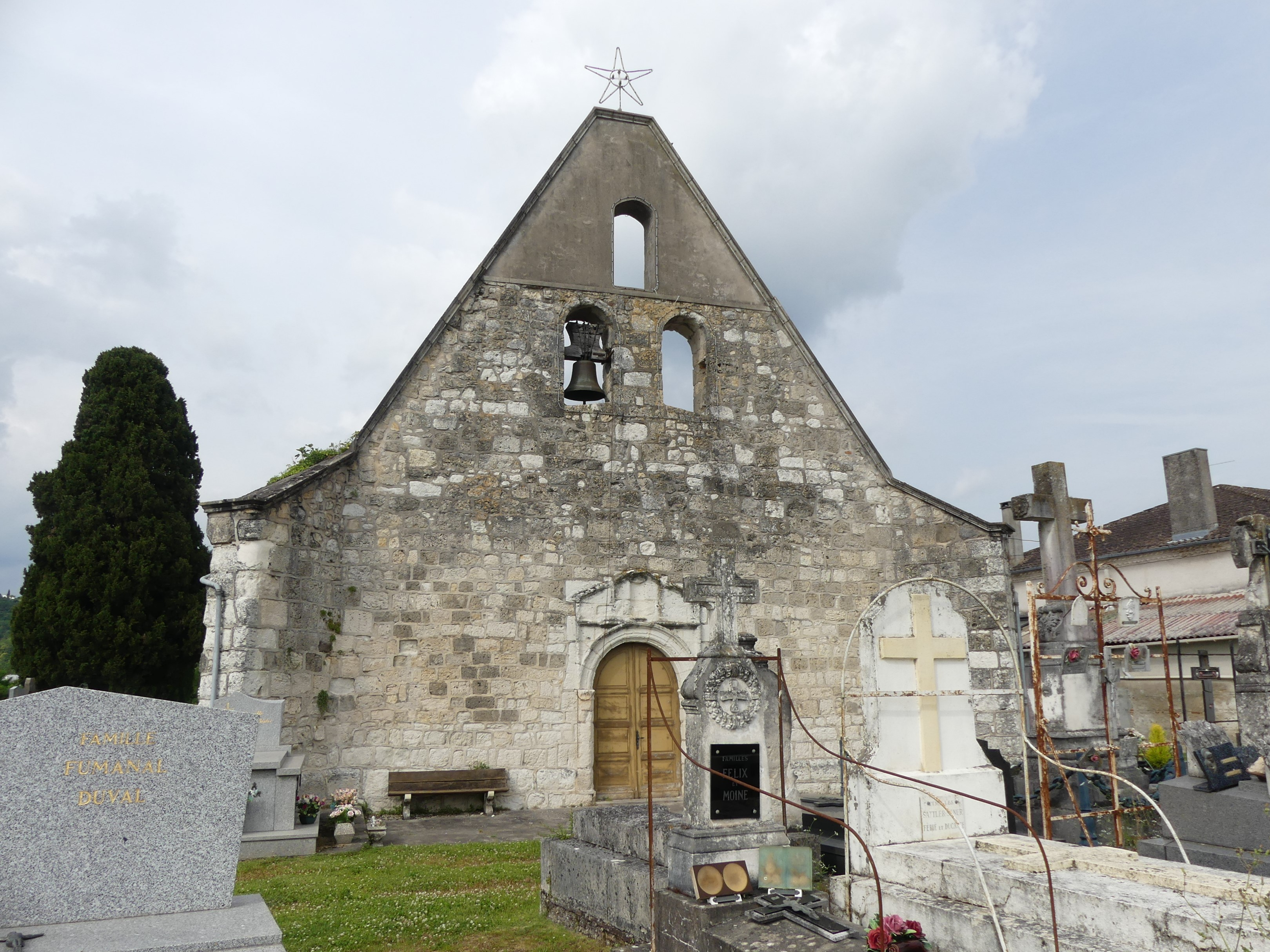
L'église Notre-Dame-de-l'Assomption de Monbusq.
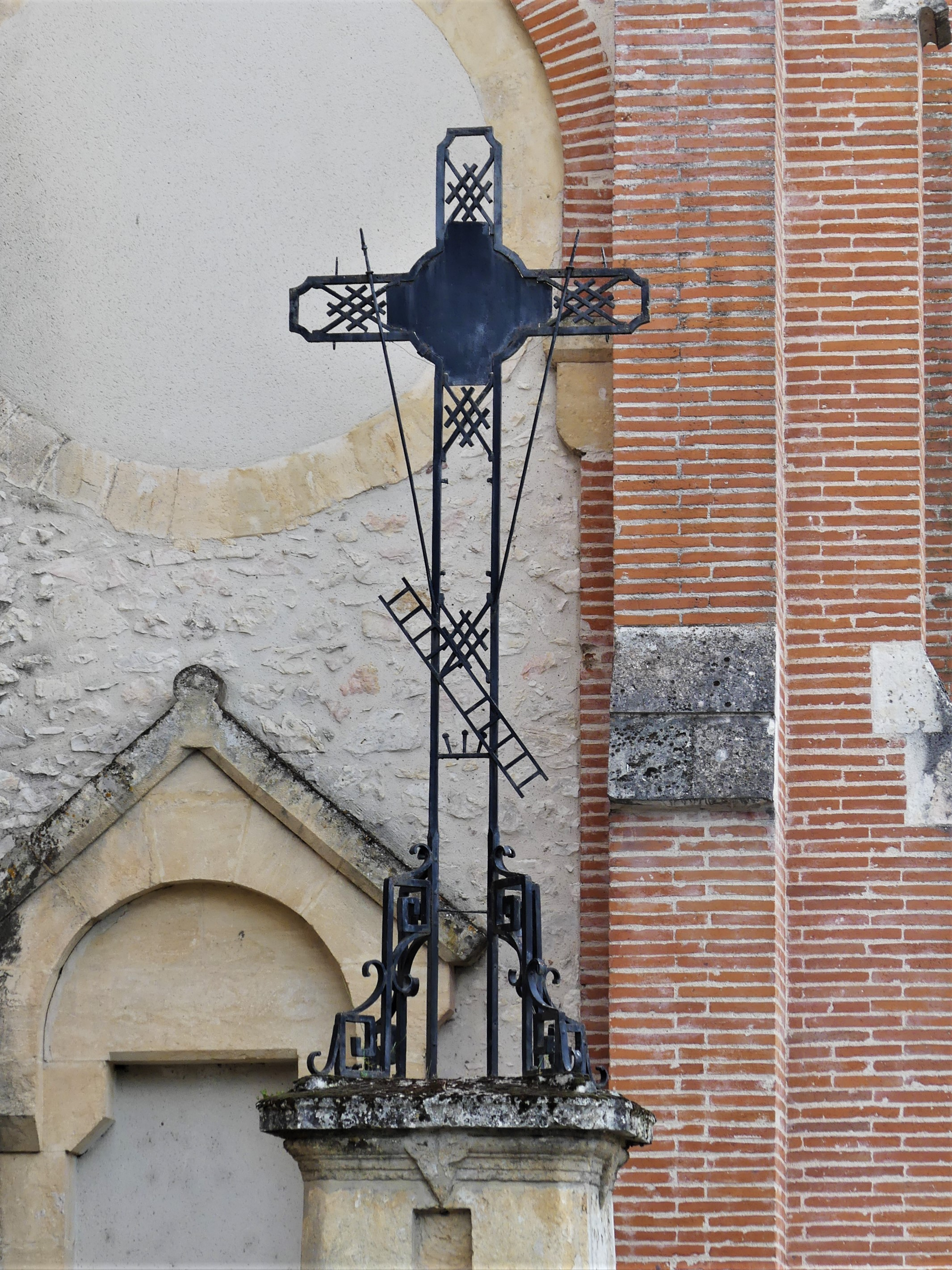
Croix à côté de l'église Saint-Joseph.
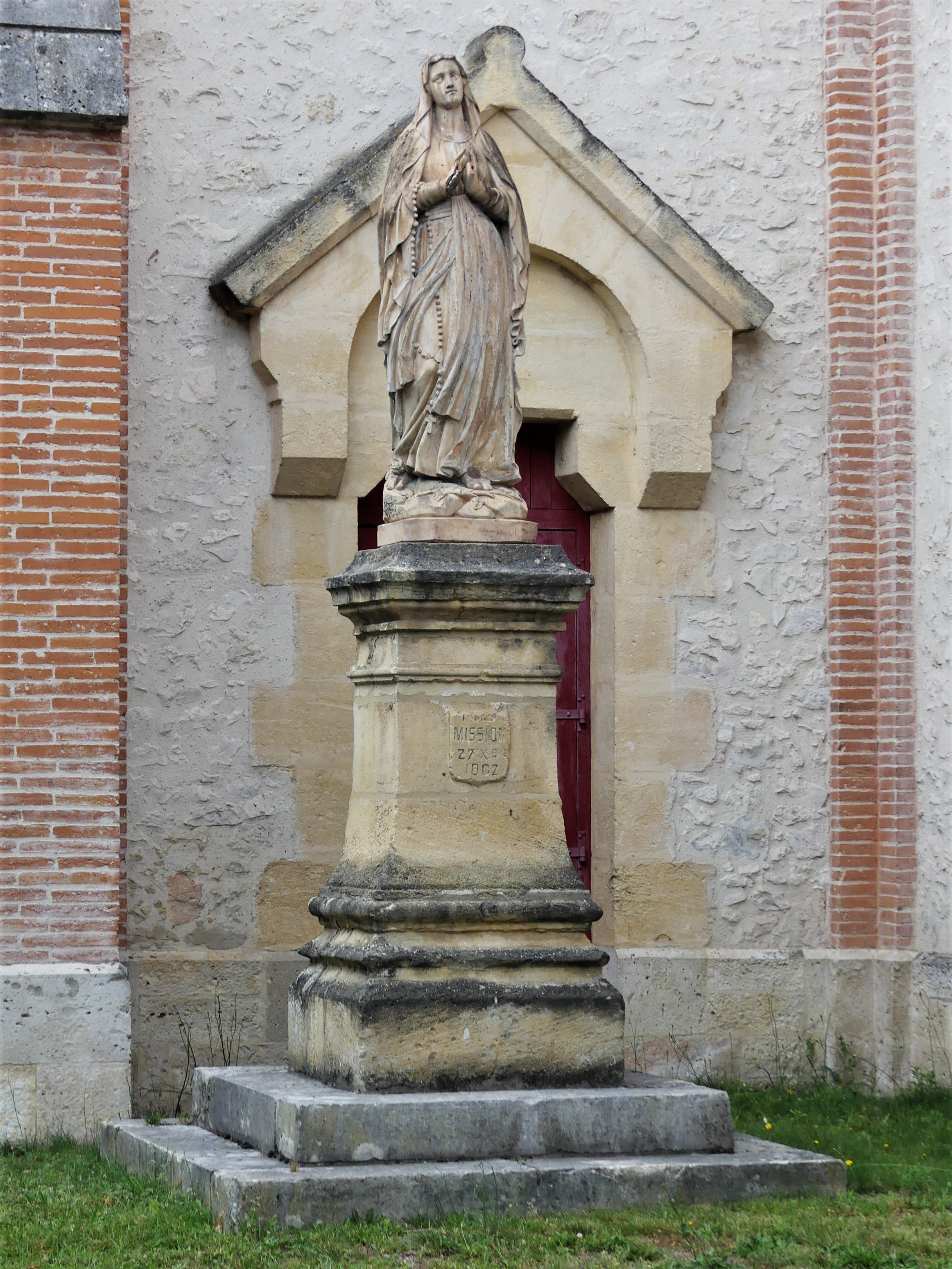
Statue représentant l'Immaculée Conception, à côté de l'église Saint-Joseph.
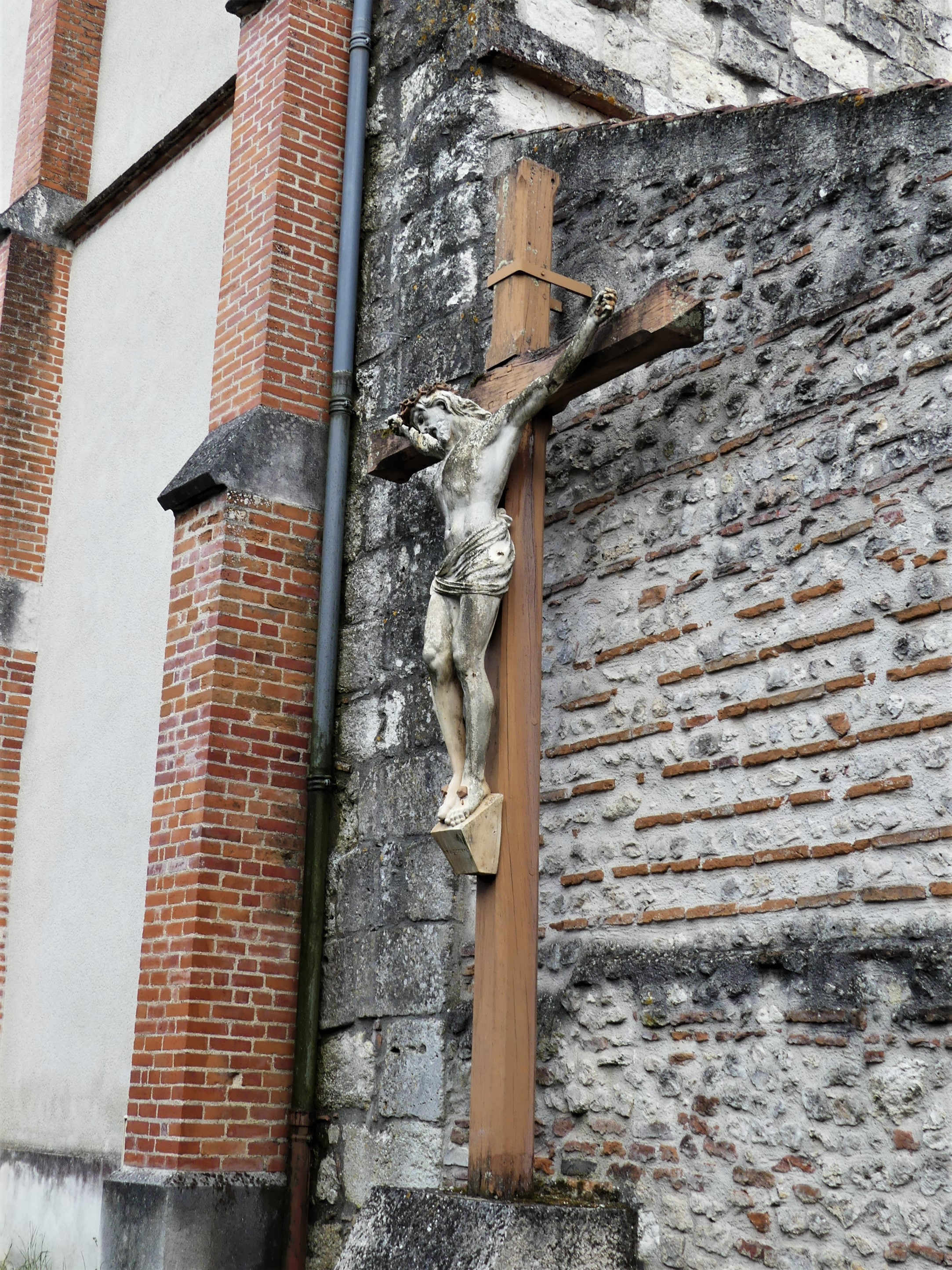
Crucifix devant l'église de Dolmayrac.

### Personnalités liées à la commune
- Paul Dangla (1878-1904), cycliste, inhumé au cimetière de Dolmayrac.
- Jean Dionis du Séjour (1956-), député, résidant au Passage.
- Jean-Vital Jammes dit Ismaël (1825-1893), baryton, né au Passage.
- Laurent Lavinal (1904-1964), aviateur, mort au Passage.

### Héraldique
Pour un article plus général, voir Armorial des communes de Lot-et-Garonne.
| Blason de Le Passage | Blason  | Écartelé : aux 1er et 4e d’azur plain, au 2e de gueules à la gerbe d’or, au 3e de gueules à l’ancre d’or ; à la bande d’argent chargée de trois aloses de sable brochant sur l’écartelé. Devise / CriLay gesir lay |
| Blason de Le Passage | Détails | Les bateliers qui descendent les rivières, doivent, lorsqu’ils en voient d’autres remonter, leur crier lay gesir lay, c’est-à-dire de se ranger du côté de la terre car il est plus aisé de s’arrêter au bateau qui monte qu’à celui qui descend. L’écartelé a été choisi pour représenter les quatre hameaux avec leurs églises respectives : - Dolmayrac, avec Saint-Urbain, à vocation essentiellement agricole, est symbolisé par la gerbe d’or ; - Ganet, avec Sainte-Jehanne ; - Le Passage, avec Saint-Joseph ; - Monbusq, avec Notre-Dame-de-l’Assomption, à vocation fluviale, est symbolisé par l’ancre d’or. Les couleurs de l’écartelé indiquent l’appartenance du territoire de la commune à la Gascogne, une des fiertés de ses habitants. La bande argentée et les trois poissons (aloses) de sable symbolisent la Garonne. Le statut officiel du blason reste à déterminer. |